# Liste des revendications ou litiges irrédentistes
Cet article liste les revendications et les litiges irrédentistes entretenus par divers États. L'irrédentisme se définit comme un mouvement politique ou populaire qui cherche à revendiquer ou à récupérer et à occuper une terre que ses tenants considèrent comme un territoire « perdu » (ou « non recouvré ») devant appartenir à leur nation. Tous les conflits territoriaux ne sont pas irrédentistes, même s’ils sont souvent formulés dans une rhétorique irrédentiste visant à les justifier et à les légitimer, tant au niveau international qu’à l’intérieur du pays. Ce qui est ou n’est pas considéré comme une revendication irrédentiste est parfois controversé.

## Revendications irrédentistes officielles actuelles

### Argentine

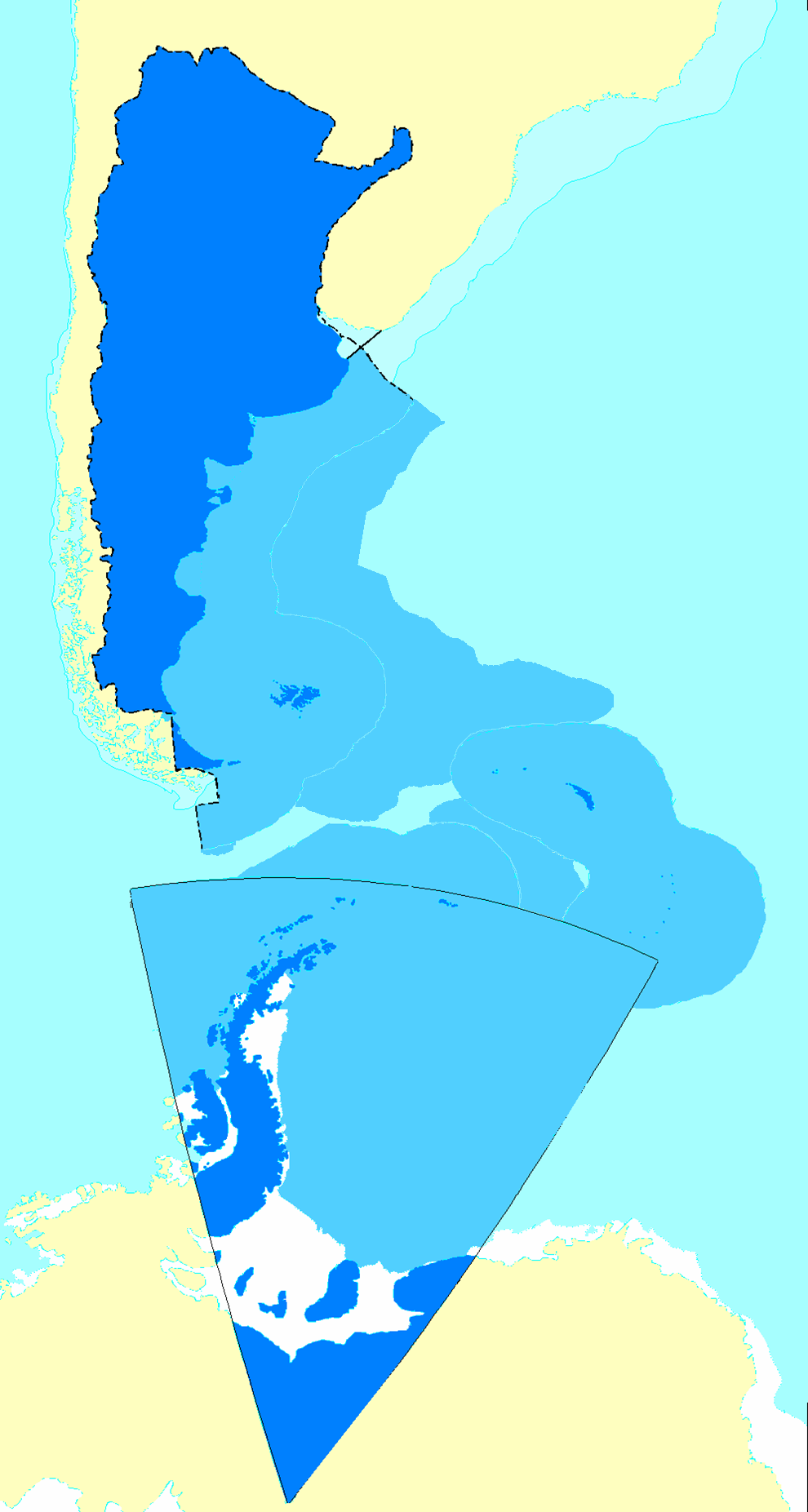
L'Argentine avec toutes ses revendications territoriales.

L'Argentine revendiquait des terres qui faisaient partie ou étaient associées au territoire espagnol de la vice-royauté du Rio de la Plata, un territoire dont sont issus plusieurs États actuels, dont l'Argentine. Les revendications concernaient, entre autres, des parties de ce qui était en 2025 le Chili, le Paraguay, le Brésil, l’Uruguay et la Bolivie. Certaines de ces revendications ont été réglées, mais d’autres sont toujours actives. Les revendications actives comprennent une partie de la frontière terrestre avec le Chili, une section du continent Antarctique et les îles britanniques de l'Atlantique Sud, dont les Malouines.

L’Argentine renouvelle périodiquement ces revendications. Elle considère que l'archipel des Malouines fait partie de la province de la Terre de Feu, avec la Géorgie du Sud-et-les îles Sandwich du Sud. Sa revendication est incluse dans les dispositions transitoires de la Constitution argentine, telle qu'amendée en 1994, :

« La Nation argentine réaffirme sa souveraineté légitime et non contraignante sur les îles Malouines, Géorgies du Sud et Sandwich du Sud, ainsi que sur les zones maritimes et insulaires correspondantes, car elles font partie intégrante du territoire national.
La récupération de ces territoires et le plein exercice de la souveraineté, dans le respect du mode de vie de ses habitants et conformément aux principes du droit international, constituent un objectif permanent et indéfectible du peuple argentin. »

### Azerbaïdjan
Le Grand Azerbaïdjan est un concept irrédentiste d'unification de territoires présumés historiquement habités par les Azerbaïdjanais en république d'Azerbaïdjan. L'Azerbaïdjan occidental (en) est un concept politique irrédentiste qui est utilisé en Azerbaïdjan principalement pour désigner l'Arménie. Les déclarations azerbaïdjanaises affirment que le territoire de la République arménienne moderne était constitué de terres qui appartenaient autrefois aux Azerbaïdjanais.

### Bolivie

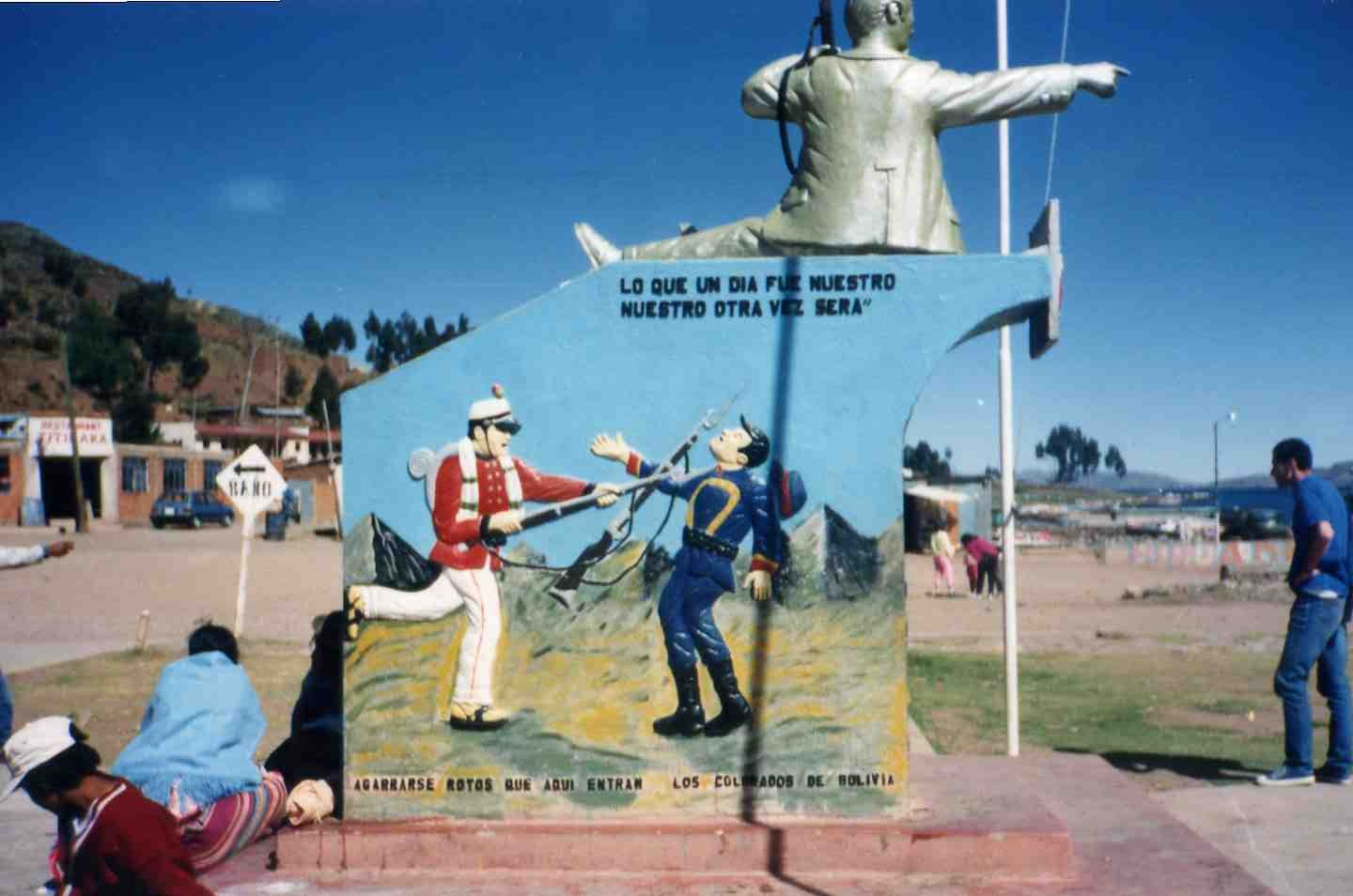
L'irrédentisme bolivien face aux pertes de la guerre du Pacifique (1879-1884) : « Ce qui était à nous sera nôtre de nouveau » et « Accrochez-vous, les Rotos (Chiliens), car voici les Colorados de Bolivie ».

La constitution bolivienne de 2009 stipule que le pays a un « droit inaliénable sur le territoire qui lui donne accès à l'océan Pacifique et à son espace maritime ». La Bolivie et le Pérou ont cédé des terres au Chili après la guerre du Pacifique, ce qui a laissé la Bolivie enclavée. La région perdue d'Atacama est une source de conflit dans les relations entre les deux pays,. Chaque année, les Boliviens célèbrent le Día del Mar (Jour de la mer) en hommage aux territoires perdus.

### Chine(s)

#### Chine (RPC)
Le préambule de la Constitution de la république populaire de Chine stipule que « Taïwan fait partie du territoire sacré de la république populaire de Chine (RPC). C'est le devoir suprême de tout le peuple chinois, et y compris de [nos] compatriotes de Taïwan, d'accomplir la grande tâche de réunifier la mère patrie. » La revendication de souveraineté de la RPC sur Taïwan repose généralement sur la théorie de la succession d'États, la RPC se déclarant l'État successeur de la république de Chine.
Cependant, la république populaire de Chine (RPC) n’a jamais contrôlé Taïwan. Le gouvernement de la république de Chine (en) administrait autrefois à la fois la Chine continentale et Taïwan ; mais il n'administre plus que Taïwan depuis la guerre civile chinoise au cours de laquelle il a combattu l'Armée populaire de libération du Parti communiste chinois. Bien que le nom officiel de l'État reste la « république de Chine », le pays est communément appelé « Taïwan », car Taïwan représente 99 % du territoire contrôlé par la ROC.

#### Chine (ROC)

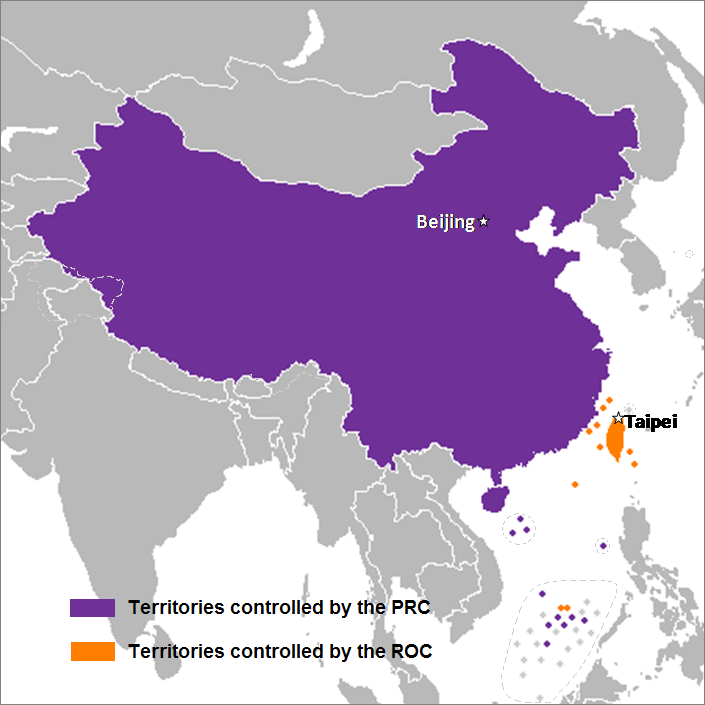
Territoires contrôlés par la république de Chine (ROC) (orange) et la république populaire de Chine (RPC) (violet).

La dynastie chinoise des Qing cède Taïwan et les îles Penghu à l'empire du Japon à perpétuité par le traité de Shimonoseki en 1895, tout comme d'ailleurs la péninsule de Liaodong. La république de Formose était une république de courte durée, qui a ensuite existé sur l'île de Taïwan pendant environ cinq mois en 1895 dans la période entre la cession officielle de Taïwan à l'empire du Japon et l'occupation et le contrôle japonais de facto. Le Japon a ensuite établi une colonie à Taïwan qui a existé jusqu'à ce que le contrôle de Taïwan soit cédé au gouvernement nationaliste de la république de Chine en 1945.
L'article 4 de la Constitution de la république de Chine stipulait à l'origine que « le territoire de la république de Chine à l'intérieur de ses frontières nationales existantes ne peut être modifié que par une résolution de l'Assemblée nationale ». L'Assemblée nationale a été de facto abolie en 2005, et son pouvoir a été hérité par le Yuan législatif. Le Yuan législatif détient le pouvoir de décider d'un référendum concernant les changements apportés au territoire de la ROC. Tout au long des années 1950 et 1960, le gouvernement de la république de Chine à Taïwan s’est activement maintenu comme le dirigeant légitime de l’ensemble de la Chine, revendiquant le contrôle du pays dans son ensemble : la Chine continentale, Taïwan, le Tibet et la Mongolie-Extérieure. Dans le cadre de sa politique actuelle de maintien du « statu quo », la république de Chine n’a pas renoncé à ses revendications sur les territoires actuellement contrôlés par la RPC, la Mongolie, l'Inde, la Russie, le Myanmar, le Pakistan, le Bhoutan, la Corée du Nord et certains États d'Asie centrale. Cependant, la ROC ne poursuit pas activement ces revendications dans la pratique ; les revendications restantes que la ROC maintient activement concernent uniquement des îles inhabitées : les îles Senkaku, dont la souveraineté est également revendiquée par le Japon et fait partie de la préfecture d'Ishigaki, à Okinawa. En ce qui concerne les îles Paracels et les îles Spratleys dans la mer de Chine méridionale, les Philippines, la Malaisie, Brunei et le Viêt Nam les revendiquent également en partie ou dans leur ensemble, rejetant la « ligne en neuf traits » revendiquée par la Chine.

### Comores
L'article 1er de la Constitution de l'union des Comores commence ainsi : « L'union des Comores est une république, composée des îles autonomes de Mohéli, Mayotte, Anjouan et Grande Comore ». Mayotte, qui fait géographiquement partie des Comores, fut la seule île des quatre à voter contre l'indépendance de la France (l'indépendance perdant 37 % à 63 %) lors du référendum du 22 décembre 1974. Mayotte est actuellement un département de la République française,.

### Espagne
L'Espagne maintient une revendication sur Gibraltar, un territoire britannique d'outre-mer situé près de l'extrémité sud de la péninsule ibérique, qui est britannique depuis le XVIIIe siècle.
Gibraltar a été capturé en 1704, pendant la guerre de Succession d'Espagne (1701-1714). Le royaume d'Espagne a officiellement cédé le territoire à perpétuité à la Couronne britannique en 1713, en vertu de l'article X du traité d'Utrecht. La revendication territoriale de l'Espagne a été formellement réaffirmée par le dictateur espagnol Francisco Franco dans les années 1960 et a été poursuivie par les gouvernements espagnols successifs. En 2002, un accord de principe sur la souveraineté conjointe sur Gibraltar entre les gouvernements du Royaume-Uni et de l'Espagne a été rejeté de manière décisive lors d'un référendum. Le gouvernement britannique refuse désormais de discuter de souveraineté sans le consentement des Gibraltariens.

### Eswatini
Le Grand Eswatini comprend une grande partie de la province sud-africaine de Mpumalanga. Le roi Mswati III d'Eswatini a créé le Comité de restauration des frontières en 2013 pour négocier le rétablissement de ses frontières d'origine.

### États-Unis
Donald Trump, après être devenu président des États-Unis en janvier 2025, a fait diverses propositions concernant l'élargissement des États-Unis. À plusieurs reprises, il a suggéré d’annexer le Canada, le Mexique, le Groenland, le canal de Panama et la bande de Gaza. En outre, Elon Musk, un allié clé de Trump, a suggéré que les États-Unis pourraient envahir le Royaume-Uni, pour « libérer le peuple britannique de son gouvernement tyrannique »,,.
Le 7 janvier 2025, le Premier ministre canadien Justin Trudeau a déclaré qu'il n'y avait « aucune chance que le Canada rejoigne les États-Unis ».. Un sondage effectué auprès des Canadiens à la suite de ces déclarations a révélé que 90 % d’entre eux étaient contre l’annexion. La présidente mexicaine Claudia Sheinbaum a réagi à ces déclarations en déclarant : « Le Mexique est un pays libre, souverain et indépendant, et nous le défendrons toujours The Danish government repeatedly stated "Greenland is not for sale",,. » Le gouvernement danois a répété à plusieurs reprises que « le Groenland n'[était] pas à vendre ». Un sondage auprès des Groenlandais a révélé que 85 % d’entre eux étaient contre l’annexion,. Le président panaméen José Raúl Mulino a rejeté les affirmations de Trump concernant la « reprise » du canal de Panama, déclarant : « Chaque mètre carré du canal de Panama et de sa zone adjacente appartient au Panama et continuera de l'être. La souveraineté et l'indépendance de notre pays ne sont pas négociables. » Les déclarations de Trump proposant d'annexer la bande de Gaza ont été largement condamnées à l'échelle internationale, notamment par le Royaume-Uni,, la France, l'Arabie saoudite, la Jordanie, l'Égypte et la Turquie, ainsi que par les dirigeants palestiniens.

### Guatemala

Territoire disputé entre le Bélize et le Guatémala.

Le Guatemala revendique le Belize en totalité ou en partie depuis 1821.

### Inde, Pakistan et Chine

Carte montrant les zones contestées de l'Inde.

Le Cachemire, une région montagneuse qui s'étend à l'extrémité nord du sous-continent indien, fait l'objet d'un conflit territorial entre l'Inde et le Pakistan depuis la partition de l'Inde en août 1947. Face à une invasion pakistanaise, le roi du Cachemire Hari Singh signe l'instrument d'adhésion (en) avec l'Inde, plaçant le pays dans un état de conflit direct avec le Pakistan dans ce qui allait devenir la guerre indo-pakistanaise de 1947-1948. Depuis lors, les deux pays se sont livrés à de multiples guerres pour le territoire, mais aucun des deux camps n’a réussi à conquérir et à contrôler toute la région. La Chine s'est impliquée dans le conflit en 1962, après avoir consolidé son contrôle sur ce qui était un territoire administré par l'Inde au Cachemire pendant la guerre sino-indienne.
En pratique, les zones de contrôle au Cachemire restent divisées en trois parties contestées, l’Inde et le Pakistan étant séparés par la ligne de contrôle et l’Inde et la Chine par la ligne de contrôle réel. L'Inde revendique l'ensemble de la région sur la base de l'instrument d'adhésion signé avec le roi du Cachemire en 1947 ; le Pakistan revendique uniquement les parties du Cachemire sous contrôle indien, après avoir signé l'accord sino-pakistanais en 1963 ; et les revendications chinoises se limitent à des parties du territoire sous contrôle indien, à l'exclusion des zones revendiquées par le Pakistan. Les cartes officielles de ces pays tiennent généralement compte de ces revendications territoriales en incluant les terres contestées appropriées à l’intérieur de leurs frontières,,.

### Israël et la Palestine

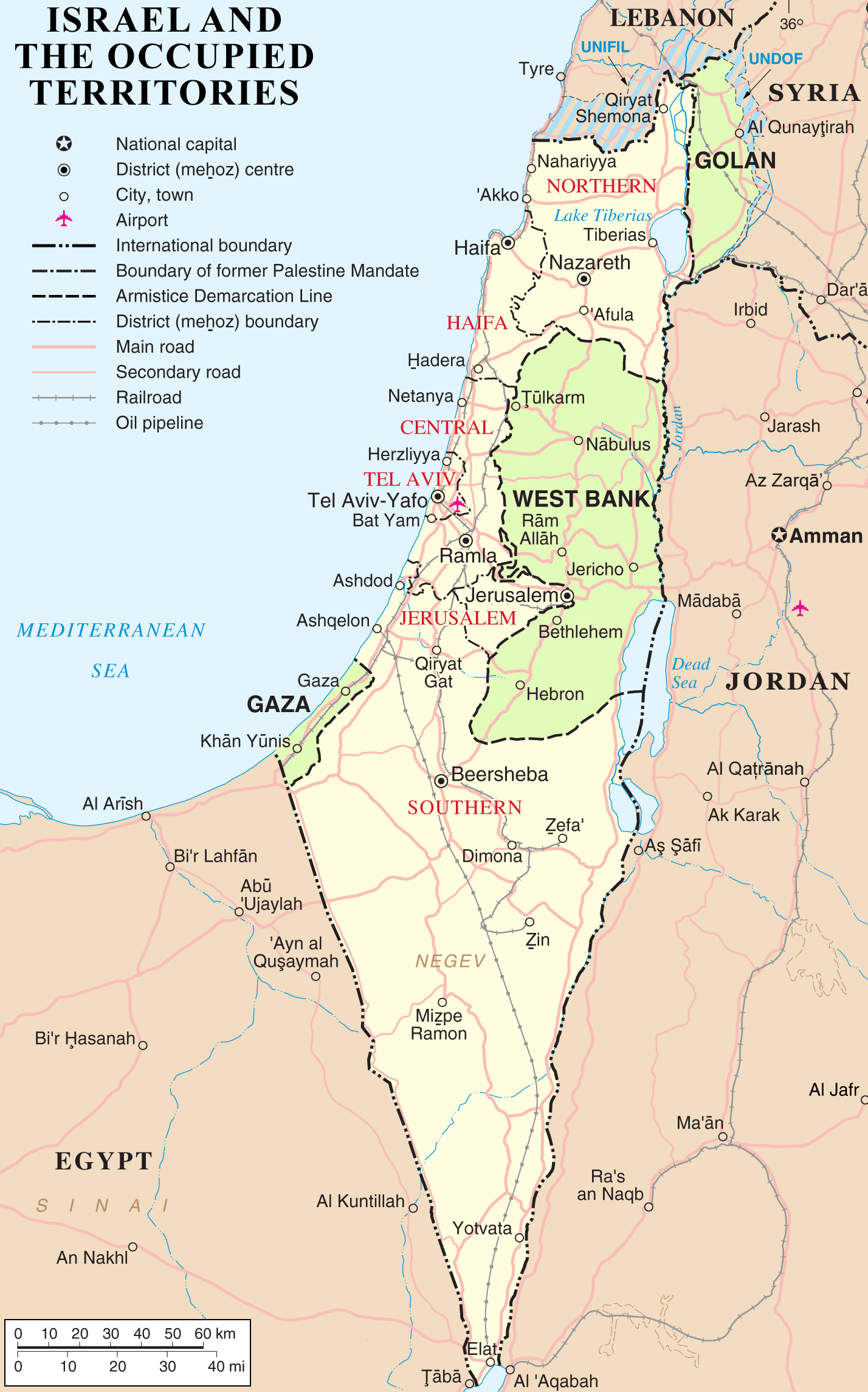
Israël et les territoires occupés par Israël.

En novembre 1947, le plan de partage de la Palestine des Nations unies est adopté avec 72 % des voix favorables, visant à diviser le territoire de la région en un État juif et un État arabe. Cependant, ce plan n’a jamais été mis en œuvre : la déclaration d'indépendance de l'État d'Israël avait été rejetée par la Ligue arabe et avait finalement conduit à la guerre israélo-arabe de 1948. Cette guerre a conduit à l’émergence de trois zones de contrôle : Israël, un État juif indépendant ; la Cisjordanie, annexée par la Jordanie (en) ; et la bande de Gaza, occupée par l’Égypte. L'idéologie fondatrice d'Israël, le mouvement sioniste, avait revendiqué le territoire comme patrie pour le peuple juif (en) ; ces revendications sont fondées sur l'antécédence de la présence juive sur ces terres ainsi que sur leur souveraineté épisodique sur la région, ainsi que sur l'importance culturelle/religieuse de cette région telle qu'exprimée dans la Bible hébraïque. Ce dernier point est particulièrement pertinent pour la revendication israélienne sur Jérusalem : Israël ne contrôlait que la moitié de la ville (Jérusalem-Ouest) après son indépendance, l’autre moitié (Jérusalem-Est) étant passée sous contrôle jordanien.
Dans un contexte historique ou religieux, de nombreux Juifs désignent communément la Cisjordanie sous le nom de Judée et Samarie (termes bibliques), qui formaient une grande partie de l'ancien royaume d'Israël. Après le déclenchement de la guerre des Six Jours en 1967, Israël a conquis la Cisjordanie annexée par la Jordanie et la bande de Gaza occupée par l'Égypte, en plus du plateau du Golan syrien et de la péninsule du Sinaï égyptien. Depuis 1967, des colonies israéliennes ont été établies dans ces territoires occupés par Israël, qui sont considérées comme ayant une importance historique et religieuse pour le peuple juif et une importance stratégique pour l’État israélien. Israël s’est retiré de Gaza en 2005, mais l’occupation israélienne de la Cisjordanie (en) se poursuit, bien que le gouvernement israélien n’ait jamais explicitement revendiqué la souveraineté sur aucune partie de ce territoire, à l’exception de Jérusalem-Est, qu’il a annexée de fait en 1967 (en). Les colonies israéliennes en Cisjordanie et sur le plateau du Golan, annexées unilatéralement par Israël en 1981, sont généralement soutenues par le gouvernement israélien et protégées par l’armée israélienne, ce qui suscite la condamnation de la communauté internationale, qui les considère comme un obstacle au processus de paix israélo-palestinien. Bien que les colonies israéliennes de Gaza aient été démantelées en 2005, Israël est toujours considéré comme une puissance occupante sur la bande de Gaza en vertu du droit international et restera responsable du territoire jusqu’à la levée du blocus israélo-égyptien de Gaza.
En 1980, Israël a adopté la loi de Jérusalem, qui déclare « Jérusalem, complète et unie » comme capitale d'Israël, officialisant ainsi l'annexion effective de 1967. L'article 3 de la loi fondamentale de l'Autorité palestinienne, ratifiée en 2002 et qui sert de constitution palestinienne provisoire, déclare que « Jérusalem est la capitale de la Palestine » malgré le fait que l'Autorité palestinienne administre depuis Ramallah et des « zones » spécifiques de la Cisjordanie (en) qui ont été spécifiées par les accords d'Oslo. Depuis 2007, le Hamas administre la bande de Gaza, l’isolant davantage de la Cisjordanie et divisant les territoires palestiniens entre deux gouvernements distincts. L'Autorité palestinienne revendique la Cisjordanie et la bande de Gaza (les « frontières de 1967 ») comme territoire d'un État palestinien indépendant ; le Hamas, qui ne reconnaît pas la souveraineté israélienne, revendique l'intégralité de l'ancien mandat britannique comme territoire d'un État palestinien indépendant.
Depuis 1967, la droite israélienne soutient une éventuelle annexion de la Cisjordanie par Israël (en). Le territoire de la Jordanie a également fait l'objet de revendications irrédentistes de la part d'Israéliens et de Palestiniens radicaux, les premiers le considérant comme faisant partie d'un « Grand Israël » et les seconds comme faisant partie d'une « Grande Palestine » ; le pays bordait le mandat britannique en tant que protectorat britannique, connu sous le nom d'émirat de Transjordanie, jusqu'à son indépendance en 1946. La Jordanie a revendiqué la souveraineté sur la Cisjordanie entre 1950 et 1988, date à laquelle cette revendication a été abandonnée à la lumière du futur traité de paix israélo-jordanien.

### Japon
Le Japon revendique les quatre îles les plus méridionales des îles Kouriles administrées par la Russie, annexée par l'Union soviétique après la Seconde Guerre mondiale en vertu du le traité de San Francisco. Le Japon revendique également les rochers de Liancourt administrés par la Corée du Sud, connus sous le nom de Dokdo en Corée et de Takeshima au Japon et revendiqués depuis la fin de la Seconde Guerre mondiale.

### Maroc
En Afrique du Nord, les principaux exemples d’irrédentisme sont les concepts du Grand Maroc et de la Grande Mauritanie. Alors que la Mauritanie a depuis renoncé à toute revendication sur des territoires situés en dehors de ses frontières internationalement reconnues (notamment la région du Tiris al-Gharbiyya), le Maroc continue de revendiquer le Sahara occidental, qu'il appelle ses « provinces du Sud » et dont il occupe effectivement la majeure partie.

### Maurice
Maurice revendique l'île française de Tromelin, en contradiction du traité de Paris de 1814.

### Philippines
Les Philippines revendiquent des portions du nord de Bornéo comme faisant partie de leur territoire, qui est administré comme une partie de l'État de Sabah en Malaisie. La revendication irrédentiste des Philippines est fondée sur le fait que le territoire contesté était autrefois administré par le sultanat de Sulu,.

### Russie
La Russie revendique le territoire de l'Ukraine, un lieu que le président russe Vladimir Poutine décrit comme « essentiellement le même espace historique et spirituel ». Cette revendication a également été explicitement qualifiée d'« irrédentiste » par les commentateurs américains.
La Russie promeut également des revendications sur divers États post-soviétiques et soutient militairement plusieurs entités politiques séparatistes dans l’est de l’Ukraine, l’est de la Moldavie et le nord de la Géorgie.
- Ukraine (voir troubles pro-russes de 2014 en Ukraine, nation panrusse trinitaire et invasion russe de l'Ukraine en 2022)
  - Crimée (voir Annexion de la Crimée par la fédération de Russie, république autonome de Crimée, conflit de l'île de Tuzla en 2003)
  - Donbass (voir invasion russe de l'Ukraine en 2022)
    - République populaire de Donetsk (voir Invasion russe de l'Ukraine en 2022, Reconnaissance internationale de la république populaire de Donetsk et de la république populaire de Louhansk) – annexé illégalement par la Russie en octobre 2022
    - République populaire de Louhansk (voir Invasion russe de l'Ukraine en 2022, Reconnaissance internationale de la république populaire de Donetsk et de la république populaire de Louhansk) – annexé illégalement par la Russie en octobre 2022
- Biélorussie (voir nation panrusse trinitaire)
- Moldavie
  - Transnistrie / Unités administratives et territoriales de la rive gauche du Dniestr (voir Projet d'annexion russe de la Transnistrie)
- Géorgie
  - Abkhazie
  - Ossétie du Sud (voir Projet d'annexion russe de l'Ossétie du Sud)

### Sri Lanka
Le nord-est de l'île est une région principalement tamoule depuis le XIIIe siècle après J.-C., avec de nombreux temples hindous existant depuis des siècles sur des sites à proximité d'anciennes ruines bouddhistes, que les archéologues associent aux anciens Cinghalais. Les nationalistes bouddhistes cinghalais du Sri Lanka estiment que ces anciennes ruines bouddhistes devraient être rétablies et que les temples hindous plus récents devraient être supprimés ou détruits, bien qu'ils soient utilisés depuis des siècles,,,,. En 2020, le gouvernement sri-lankais a mis en place un groupe de travail archéologique doté des pouvoirs nécessaires pour mettre en œuvre ce projet dans la province de l'Est. Les terres appartenant aux Tamouls dans le Nord-Est ont été confisquées par le gouvernement sri-lankais et données à de récents colons cinghalais venus du Sud, qui croient récupérer des terres qui n'appartiennent qu'aux Cinghalais.

### Venezuela
Le Venezuela revendique la partie occidentale de l'État indépendant du Guyana, qu'il désigne sous le nom de Guayana Esequiba (ou Essequibo). En mars 2024, le pays adopte une loi qui désigne l'Essequibo en tant qu'état constitutif du Venezuela.

## Principales revendications irrédentistes non gouvernementales

### Afars
Le pays Afar est le nom donné à une hypothétique « patrie » du peuple Afar et qui engloberait la région Afar d'Éthiopie, la région sud de la mer Rouge d'Érythrée et certaines parties de Djibouti.

### Albanie

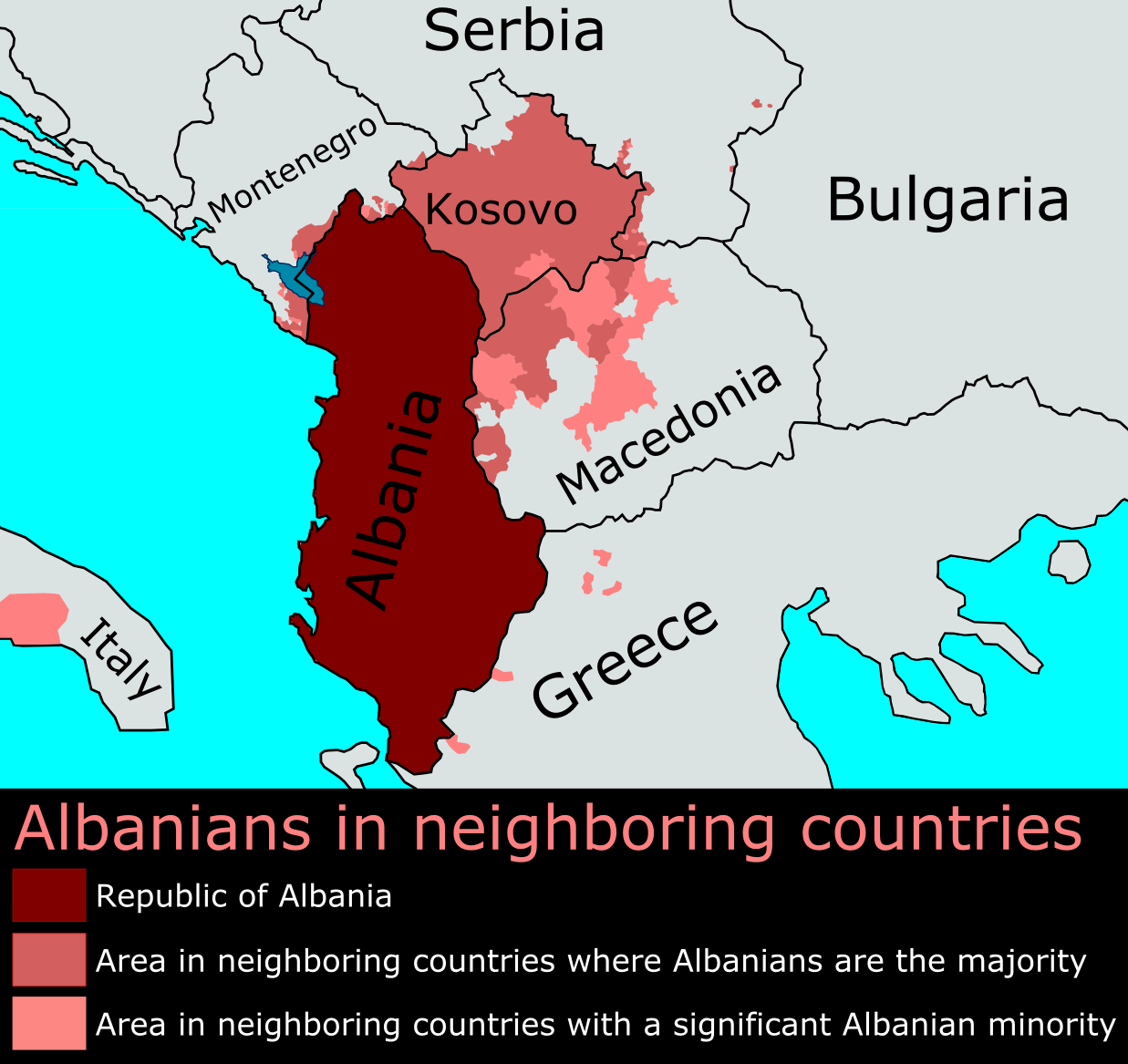
Répartition des Albanais ethniques dans les Balkans.

La Grande Albanie ou Albanie ethnique (comme l'appellent les nationalistes albanais eux-mêmes) est un concept irrédentiste réclamant les terres situées en dehors des frontières de l'Albanie et considérées comme faisant partie d'une plus grande patrie nationale par la plupart des Albanais, sur la base de revendications sur la présence actuelle ou historique de populations albanaises dans ces régions. Le terme englobe les revendications sur l’ensemble du Kosovo, ainsi que sur les territoires des pays voisins, le Monténégro, la Grèce, la Serbie et la Macédoine du Nord. Selon le rapport Gallup Balkan Monitor 2010, l'idée d'une Grande Albanie a été soutenue par la majorité des Albanais en Albanie (63 %), au Kosovo (81 %) et en Macédoine du Nord (53 %),.
En 2012, dans le cadre des célébrations du 100e anniversaire de l'indépendance de l'Albanie, le Premier ministre Sali Berisha a parlé de « terres albanaises » s'étendant de Préveza en Grèce à Preševo en Serbie, et de la capitale macédonienne de Skopje à la capitale monténégrine de Podgorica, provoquant la colère des voisins de l'Albanie. Cette déclaratiaon a en outre été inscrite sur un parchemin qui sera exposé dans un musée de la ville de Vlorë, où l'indépendance du pays de l'Empire ottoman a été proclamée en 1912.

### Bosnie-Herzégovine
Un concept irrédentiste vise à l’élargissement de la Bosnie-Herzégovine. Il est plus populaire parmi les Bosniaques de souche, car les Croates de Bosnie soutiennent plus généralement la création d'une entité croate distincte en Bosnie-Herzégovine ou l'intégration à la Croatie, tandis que les Serbes de Bosnie préfèrent se ranger du côté d'une éventuelle sécession de la république serbe de Bosnie ou de sa fusion avec la Serbie. L’irrédentisme bosniaque soutient souvent l’annexion de la région du Sandžak, où vit une communauté bosniaque.

### Bulgarie
Sur la base des définitions territoriales et ethniques bulgare, ainsi que sur la mémoire de l'ancien Empire bulgare, un mouvement nationaliste irrédentiste bulgare est actif depuis plus d'un siècle, visant à annexer la Mésie, la Thrace et la Macédoine.

### Cambodge
Les Cambodgiens nourrissent une hostilité importante envers le Vietnam en raison de la perte du delta du Mékong, de la vietnamisation forcée qui s'est ensuivi, des conflits au cours desquels le Vietnam a occupé le pays à plusieurs reprises, du favoritisme ressenti des colonisateurs français envers les Vietnamiens, et enfin du manque de points communs culturels avec le Vietnam (qui fait partie de la sinosphère, tandis que le Cambodge appartient à l'indosphère). De là ont émergé au Cambodge des sentiments nationalistes mêlés au désir de reconquérir des territoires sur le Vietnam,. Lon Nol et Pol Pot ont tous deux utilisé ce grief pour propager l’irrédentisme cambodgien. 
Actuellement, les irrédentistes cambodgiens se sentent encore fortement attachés à la région et, par conséquent, ils estiment qu’il s’agit d’un territoire perdu qui devrait être restitué au Cambodge. L’expression de ce sentiment a souvent déclenché diverses manifestations, notamment les manifestations cambodgiennes de 2013-2014, et le Vietnam est fréquemment accusé d’être responsable de tous les troubles et problèmes qui surviennent au Cambodge, en partie parce que l'ancien premier ministre Hun Sen est étroitement lié au Vietnam. Ce sentiment a parfois poussé le Cambodge à nouer des liens étroits avec la Chine, un pays envers lequel le Vietnam éprouve un fort sentiment d’inimitié, ayant été gouverné par la Chine pendant plus de mille ans (en).
En plus du delta du Mékong, les nationalistes cambodgiens cherchent à récupérer Phú Quốc, que les Cambodgiens appellent souvent « Koh Trol », en se basant sur leur conviction que la zone faisait partie du territoire cambodgien avant son annexion par le Vietnam ; elle attire de fait souvent un certain nombre de célébrités cambodgiennes,.
Bien que les tensions avec la Thaïlande reçoivent désormais moins d'attention, de nombreux Cambodgiens nourrissent néanmoins une hostilité de longue date à l'égard de la Thaïlande, car la majeure partie de la Thaïlande était sous contrôle khmer jusqu'à l'essor du royaume de Sukhothai et les conflits ultérieurs qui ont déclenché la disparition du Cambodge en tant que puissance régionale et les occupations thaïlandaises répétées du Cambodge,. Par conséquent, un fort sentiment anti-thaï s'est développé au Cambodge, alimenté par une idée fausse historique persistante parmi les Thaïlandais instruits et la classe dirigeante qui distingue un prétendu groupe ethnique Khom des Khmers, perpétué pour masquer l'influence historique significative des Khmers sur la culture thaïlandaise, ce qui a entraîné une forme de négationnisme historique,,.
Le Cambodge et la Thaïlande ont également été en conflit frontalier entre 2008 et 2011 au sujet du temple de Preah Vihear, que le Cambodge a finalement obtenu. Il existe également un irrédentisme contre la Thaïlande à l'égard du peuple des Khmers du Nord (en), que les Cambodgiens considèrent toujours comme faisant partie de la nation cambodgienne,.
L'irrédentisme cambodgien au Laos se concentre principalement dans les provinces de Champassak et d'Attapeu, dans le sud du Laos. La délimitation floue des frontières entre les deux pays a conduit à des tensions sporadiques de 2017 à 2019. En 2019, le Cambodge et le Laos ont retiré leurs troupes de la zone de conflit entourant Stung Treng.

### Catalogne
Le concept des pays catalans fait référence à l'idée de créer un pays catalan indépendant englobant la Catalogne, les îles Baléares, la Communauté valencienne, La Franja de Ponant, Andorre, El Carche, Alghero et le Roussillon.

### Caucase
Le sentiment irrédentiste est particulièrement présent dans la région du Caucase. Le slogan original du mouvement du Haut-Karabakh, miatsum (« union »), était explicitement orienté vers la réunification avec l'Arménie, ce qui a conduit l'Azerbaïdjan à voir le conflit sous le prisme d'une opposition directe entre Bakou et une Arménie irrédentiste,,,,. Selon le professeur Thomas Ambrosio, « entre 1992 et le cessez-le-feu de 1994, l'Arménie a rencontré un environnement international très permissif ou tolérant qui lui a permis d'annexer environ 15 pour cent du territoire azerbaïdjanais ».
Selon Nadia Milanova, le cas du Haut-Karabakh représente une combinaison de séparatisme et d’irrédentisme. Cependant, la région a toujours été arménienne et connue sous le nom de royaume d'Artsakh (en) ou Khachen. En juillet 1920, la 11e Armée rouge soviétique envahit et occupe la région, et la décision de faire du Nakhitchevan une partie de l'Azerbaïdjan moderne est cimentée le 16 mars 1921, dans le traité de Moscou entre la Russie soviétique et la république de Turquie nouvellement fondée. L'irrédentisme de l'Azerbaïdjan, en revanche, est assez explicite dans les déclarations officielles des responsables azerbaïdjanais qui revendiquent l'Arménie, État membre de l'ONU, comme territoire azerbaïdjanais malgré l'absence de preuves historiques de l'existence de l'Azerbaïdjan en tant qu'État séparé jusqu'en 1918. Lors de sa rencontre officielle à Gyanja le 21 janvier 2014, le président Ilham Aliyev a déclaré : « L'Arménie actuelle se situe sur des terres historiques de l'Azerbaïdjan. Par conséquent, nous retournerons sur toutes nos terres historiques à l'avenir. Les jeunes et les enfants doivent le savoir. Nous devons vivre, nous vivons et continuerons de vivre avec cette idée. » 

#### Arménie

La situation dans la région du Haut-Karabakh, peuplée d'Arméniens, avant la guerre du Haut-Karabakh de 2020.

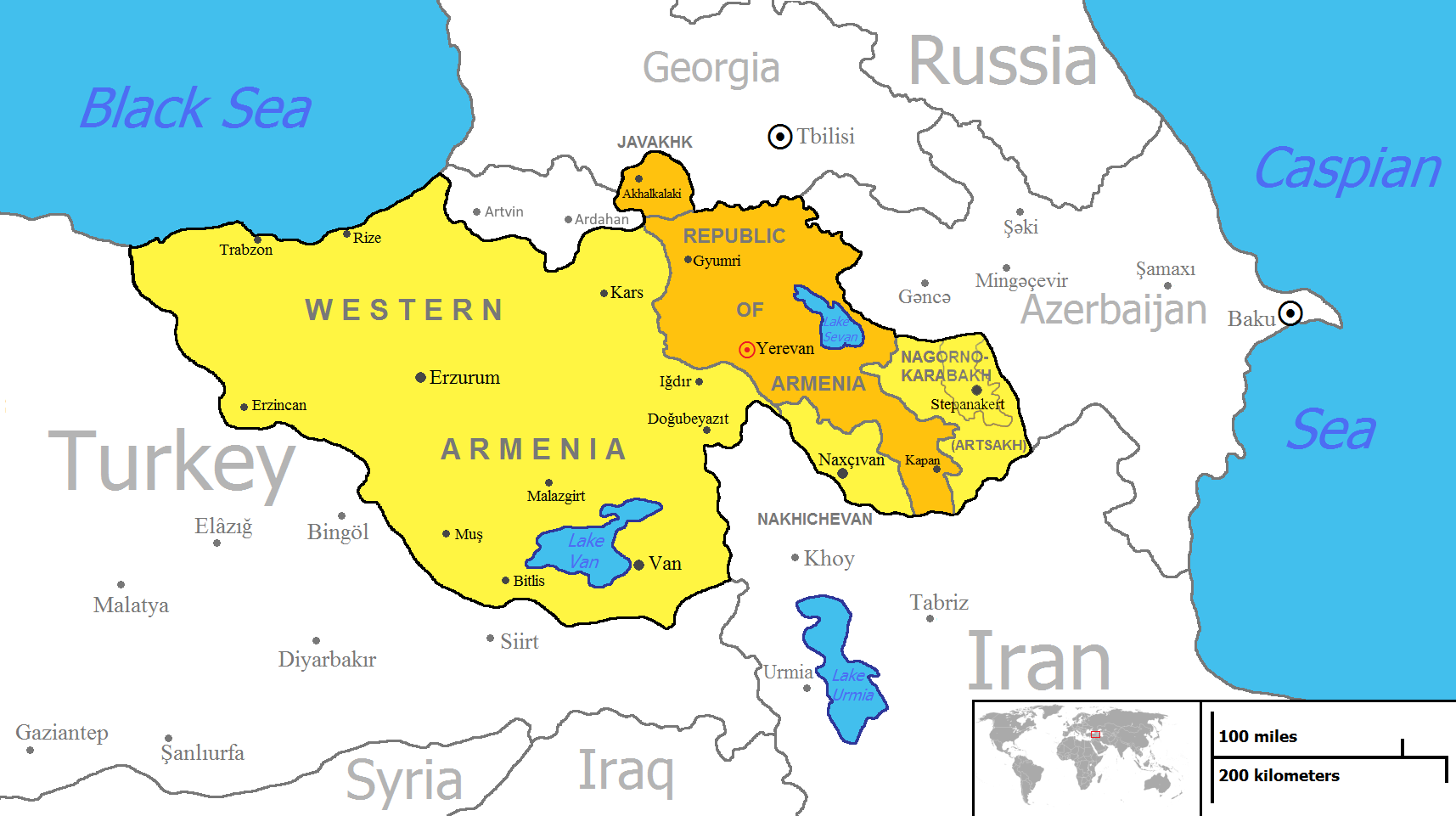
Frontières de l'« Arménie unie ».

Le concept d'une « Arménie Unie » (Միացյալ Հայաստան, translit. Miatsyal Hayastan) fait référence aux zones de la patrie traditionnelle arménienne — le plateau arménien — qui sont actuellement ou ont été historiquement principalement peuplées par des Arméniens. Ce territoire comprend les revendications sur l'Arménie occidentale (Turquie orientale), le Haut-Karabakh (Artsakh), l'exclave enclavée du Nakhitchevan (Azerbaïdjan) et la région du Djavakhétie (Javakhk) en Géorgie. La Djavakhétie est majoritairement peuplée d’Arméniens. L'Arménie occidentale, le Haut-Karabakh et le Nakhitchevan comptaient d'importantes populations arméniennes au début du XXe siècle, ce qui n'est toutefois plus le cas aujourd'hui. La population arménienne de l'est de la Turquie a été presque entièrement exterminée lors du génocide de 1915, lorsque la présence arménienne millénaire dans la région a pris fin et que le patrimoine culturel arménien a été en grande partie détruit par le gouvernement turc,. Le Haut-Karabakh a été vidé de sa population arménienne après la guerre de 2023. Les revendications territoriales sur la Turquie sont souvent considérées comme le but ultime de la reconnaissance du génocide arménien et des hypothétiques réparations du génocide,.

#### Circassie

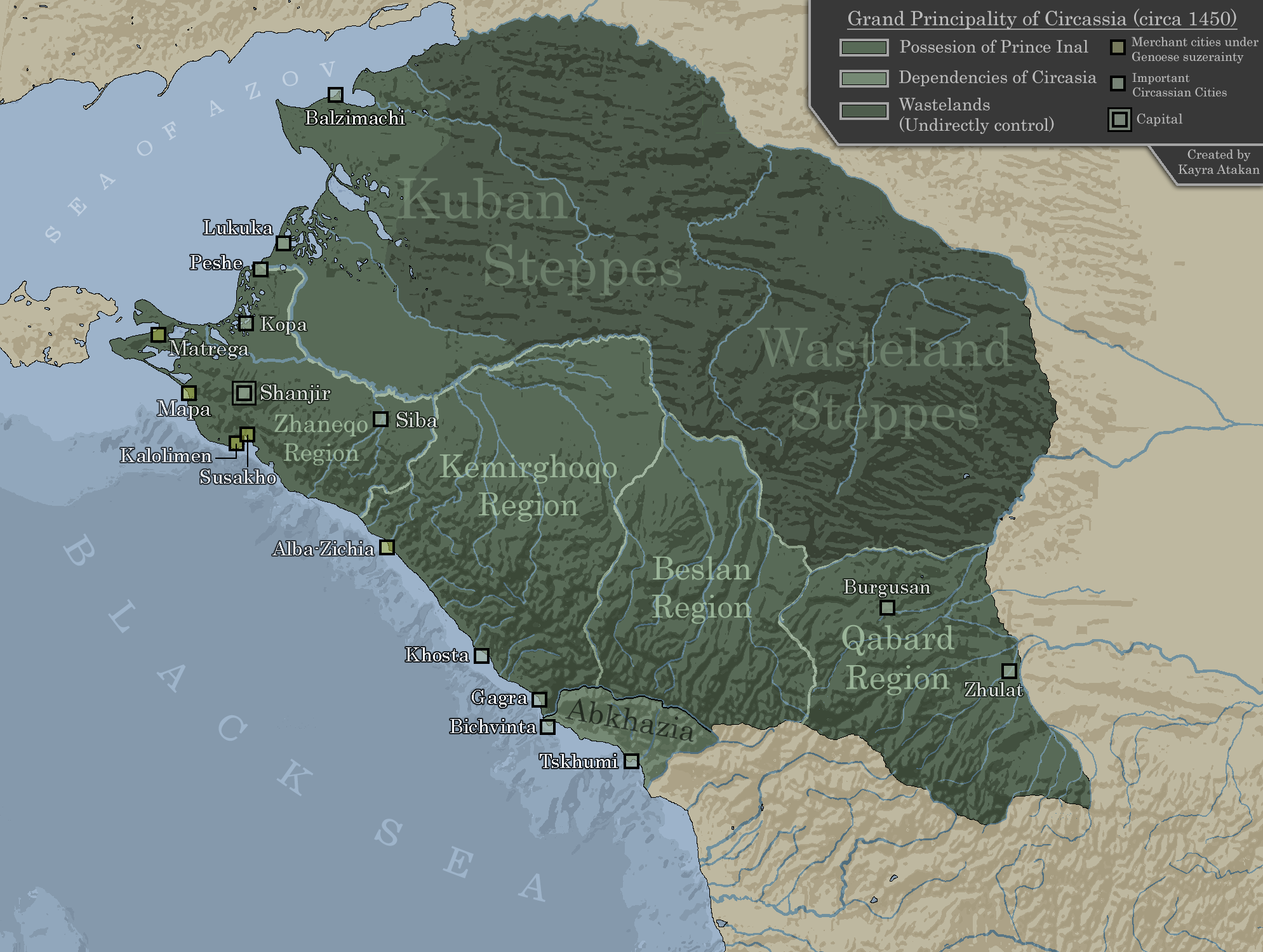
La carte de la Circassie sous, souvent utilisée comme référence pour les frontières historiques de la Circassie.

En raison du génocide circassien, la majorité des Circassiens vivent en dehors de la Circassie ; seules subsistent trois régions semi-autonomes (Adyghée, Karatchaïévo-Tcherkessie et Kabardino-Balkarie), en Russie, dont une seule dans laquelle les Circassiens constituent une majorité (Kabardino-Balkarie). L'irrédentisme circassien postule la restauration de toute la Circassie soit en tant qu'État séparé, soit en tant que sujet fédéral de la Russie.
Les organisations circassiennes diffèrent sur le résultat à atteindre. Certaines organisations circassiennes postulent la restauration des frontières de la Circassie jusqu'au fleuve Don, ce qui inclurait l'intégralité du Kouban, le kraï de Stavropol et tous les sujets fédéraux circassiens, tandis que d'autres préconisent que la frontière de la Circassie borde le fleuve Kouban.

#### Ossétie
La principale revendication irrédentiste ossète tourne autour de l’unification de la république russe d’Ossétie du Nord et de l'Ossétie du Sud. Certains irrédentistes ossètes prônent l’intégration de la république à la fédération de Russie, tandis que d’autres souhaitent que l’Ossétie soit complètement indépendante. Le plus notable est que le président de l'Ossétie du Sud, Alan Gagloev, souhaitait organiser un référendum sur l'adhésion à la fédération de Russie, qui a été annulé en 2022. Les revendications des nationalistes ossètes s'étendent souvent au-delà des frontières des deux républiques susmentionnées, jusqu'à la région géorgienne de Trialeti au Kazbegi.
L'irrédentisme ossète a des racines anciennes et a commencé en 1918 avec le conflit géorgien-ossète de 1918-1920, qui s'est terminé par la victoire géorgienne, et a refait surface dans la guerre d'Ossétie du Sud au début des années 1990, qui a conduit à l'indépendance de facto de l'Ossétie du Sud.

### Émirats arabes unis

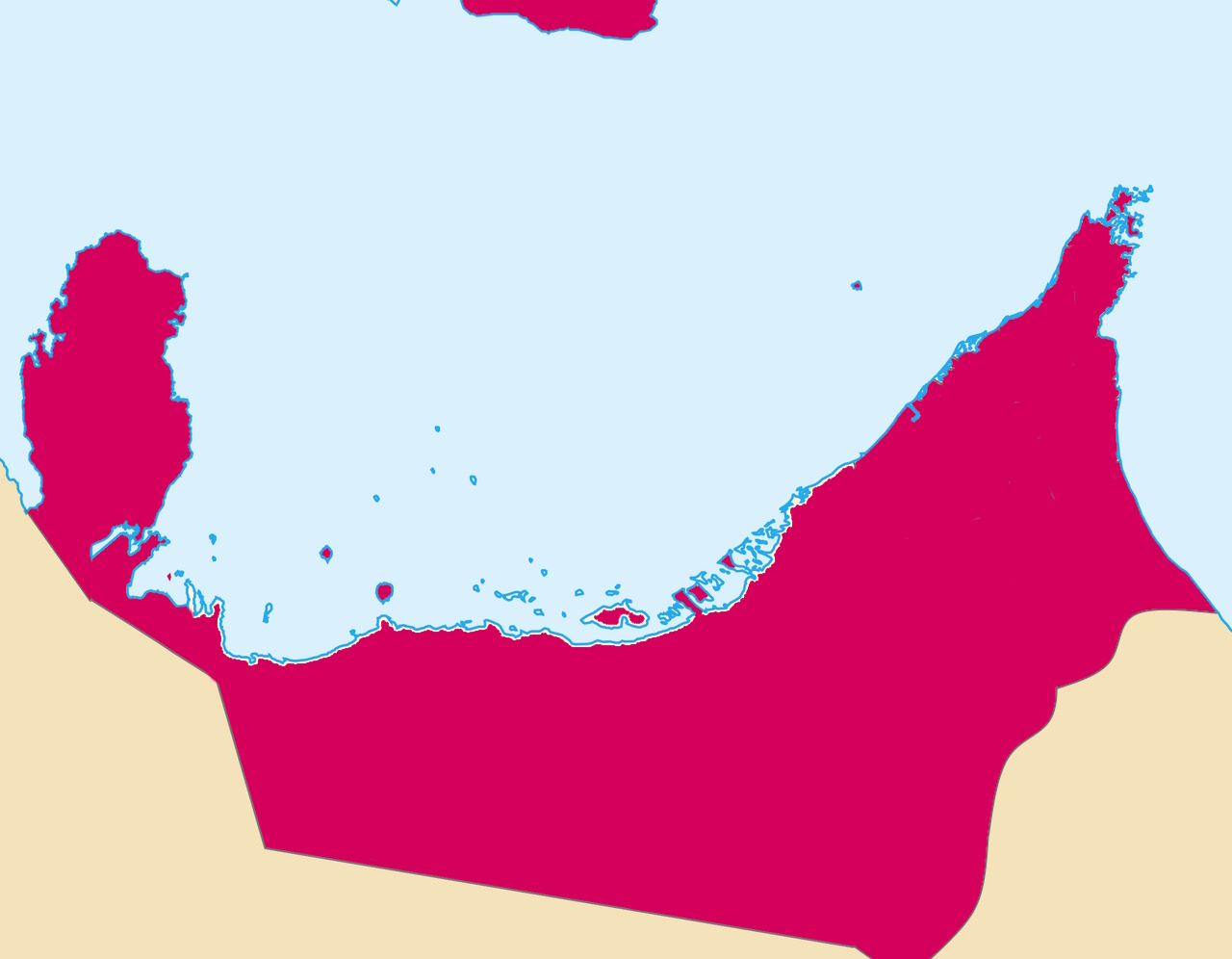
Carte des territoires historiquement revendiqué ou occupé par les Émirats arabes unis.

Les îles des Grandes et Petites Tunbes ainsi qu'Abou-Moussa et Quechm sont disputées par les Émirats arabes unis avec l'Iran, tout comme les côtes nord de l'Iran entourant les endroits fortement arabisés du sud du pays, comme Bandar Lengeh et Bandar Abbas et la péninsule de Musandam. Ces territoires étaient gouvernés par le peuple maritime d'Al Qasimi jusqu'à guerre du Golfe persique de 1819 (en), lorsqu'elles ont été remises aux Omanais. Plus récemment, des revendications sur le contrôle de Socotra ont été émises en 2018,,,,.

### Éthiopie
Certains cercles nationalistes éthiopiens revendiquent l'ancienne province éthiopienne d'Érythrée (internationalement reconnue comme l'État indépendant d'Érythrée en 1993 après une guerre civile de 30 ans).

### Hongrie

Carte de la monarchie austro-hongroise : royaume de Hongrie (vert) et royaume autonome de Croatie-Slavonie (rouge). Ces zones constituaient le territoire de la Hongrie au sein de la monarchie des Habsbourg.

L'irrédentisme hongrois vise à récupérer les territoires du royaume historique de Hongrie. Cette idée est associée au révisionnisme hongrois, visant au moins à reprendre le contrôle des zones peuplées de Hongrois dans les pays voisins de la Hongrie. 
Le traité de Trianon a défini les frontières de la nouvelle Hongrie indépendante, qui perd 72 % de son territoire et deux tiers de ses habitants d'avant-guerre, dont près de 5 millions d'origine hongroise,. Cependant, seulement 54 % des habitants du royaume de Hongrie d'avant-guerre étaient Hongrois. Changer les termes de ce traité est devenu une préoccupation nationale sérieuse jusqu’à la Seconde Guerre mondiale.

Carte des territoires attribués à la Hongrie en 1938-1941 par l'Allemagne nazie.

L'irrédentisme des années 1930 a conduit la Hongrie à former une alliance avec l'Allemagne nazie. Eva S. Balogh déclare : « La participation de la Hongrie à la Seconde Guerre mondiale résultait d'un désir de réviser le traité de Trianon afin de récupérer les territoires perdus après la Première Guerre mondiale. Ce révisionnisme était la base de la politique étrangère de la Hongrie pendant l'entre-deux-guerres. » 
Entre novembre 1938 et avril 1941, la Hongrie a pleinement profité du patronage allemand et, en quatre étapes différentes, a presque doublé sa taille. Sur le plan ethnique, ces acquisitions étaient hétérogènes : certaines étaient peuplées principalement de Hongrois, tandis que d'autres, comme le reste de la Ruthénie subcarpathique, étaient presque entièrement non hongroises dans leur composition. En ce qui concerne la Transylvanie, la population en était mixte, presque égale entre Hongrois et non-Hongrois.
Ces acquisitions ont débuté avec le premier arbitrage de Vienne en 1938 (lui cédant la Slovaquie du Sud, peuplée principalement de Hongrois) et le deuxième arbitrage de Vienne en 1940 (Transylvanie du Nord). Grâce à des campagnes militaires, la Hongrie conquiert le reste de la Ruthénie subcarpathique en 1939. En 1941, les parties yougoslaves de Bačka, Baranya, Međimurje et Prekmurje y furent ajoutées.
Après la défaite de 1945, les frontières de la Hongrie telles que définies par le traité de Trianon furent rétablies, à l'exception de trois villages hongrois qui furent transférés à la Tchécoslovaquie. Ces villages font aujourd'hui partie administrativement de Bratislava.
L'irrédentisme est toujours vif en Hongrie aujourd'hui ; il se manifeste notamment dans le « syndrôme du Trianon (en) ».

### Inde

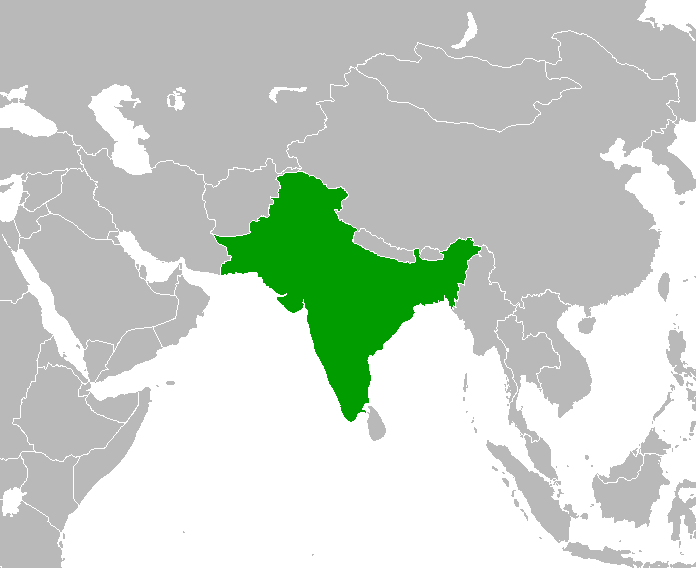
Une carte de l'Inde avant la partition de 1947.

L'appel à la création d'Akhand Bharat ou d'Akhand Hindustan (Grande Inde) a parfois été lancé par certaines organisations culturelles et politiques de droite indiennes Hindutvadi, telles que l'Hindu Mahasabha, le Rashtriya Swayamsevak Sangh (RSS), le Vishwa Hindu Parishad et le Bharatiya Janata Party (BJP),,,. D’autres grands partis politiques indiens non confessionnels, comme le Congrès national indien, maintiennent une position officielle opposée à la partition de l’Inde.
De nombreux mouvements irrédentistes armés sont actifs dans la région depuis près d’un siècle. Les plus importants d'entre eux sont la lutte des Naga pour le Grand Nagaland, la lutte des Chin pour un Chinland unifié, la lutte des Tamouls du Sri Lanka pour le retour de leur État sous l'Eelam tamoul, et d'autres mouvements d'autodétermination des peuples autochtones ethniques de l'ancien Assam, tant du temps de l'Empire britannique dans l'Inde actuelle. D'autres mouvements de ce type incluent le conflit frontalier de Beḻagāva (en) à la frontière du Maharashtra et du Karnataka avec l'intention d'unir tous les locuteurs du marathi sous un seul État, qui existe depuis la formation de l'État du Karnataka et la dissolution de l'État bilingue de Bombay.

### Iran
Le paniranisme est une idéologie qui prône la solidarité et la réunification des peuples iraniens vivant sur le plateau iranien et dans d'autres régions qui ont une influence culturelle iranienne significative, notamment les Perses, les Azerbaïdjanais, les Ossètes, les Kurdes, les Zazas, les Tadjiks du Tadjikistan et d'Afghanistan, les Pachtounes et les Baloutches du Pakistan. Le premier théoricien en fut le Dr Mahmoud Afshar Yazdi,,,,,.
L'idéologie du pan-iranisme est le plus souvent utilisée en conjonction avec l'idée de former un Grand Iran, qui couvrirait les régions du Caucase, de l'Asie occidentale, de l'Asie centrale et certaines parties de l'Asie du Sud, lesquelles ont connu une influence culturelle iranienne significative pour été soit longtemps historiquement gouvernées par les différents empires iraniens (perses) (tels que ceux des Mèdes, des Achéménides, des Parthes, desSassanides, des Samanides, des Timourides, des Séfévides et des Afcharides et l'Empire qadjar),,, ont adopté des aspects considérables de la culture persane dans leur propre culture en raison de contacts étendus avec les différents empires basés en Perse (par exemple, les régions et les peuples du Caucase du Nord qui n'étaient pas sous domination iranienne directe), ou sont simplement de nos jours encore habités par un nombre important de personnes de langue iranienne qui dominent leurs cultures respectives (comme c'est le cas pour les parties occidentales de l'Asie du Sud, Bahreïn et la Chine). Il correspond approximativement au territoire du plateau iranien et de ses plaines limitrophes,. On appelle aussi ce territoire Grande Perse,,, tandis que l'Encyclopædia Iranica utilise le terme de Continent culturel iranien.

### Irlande

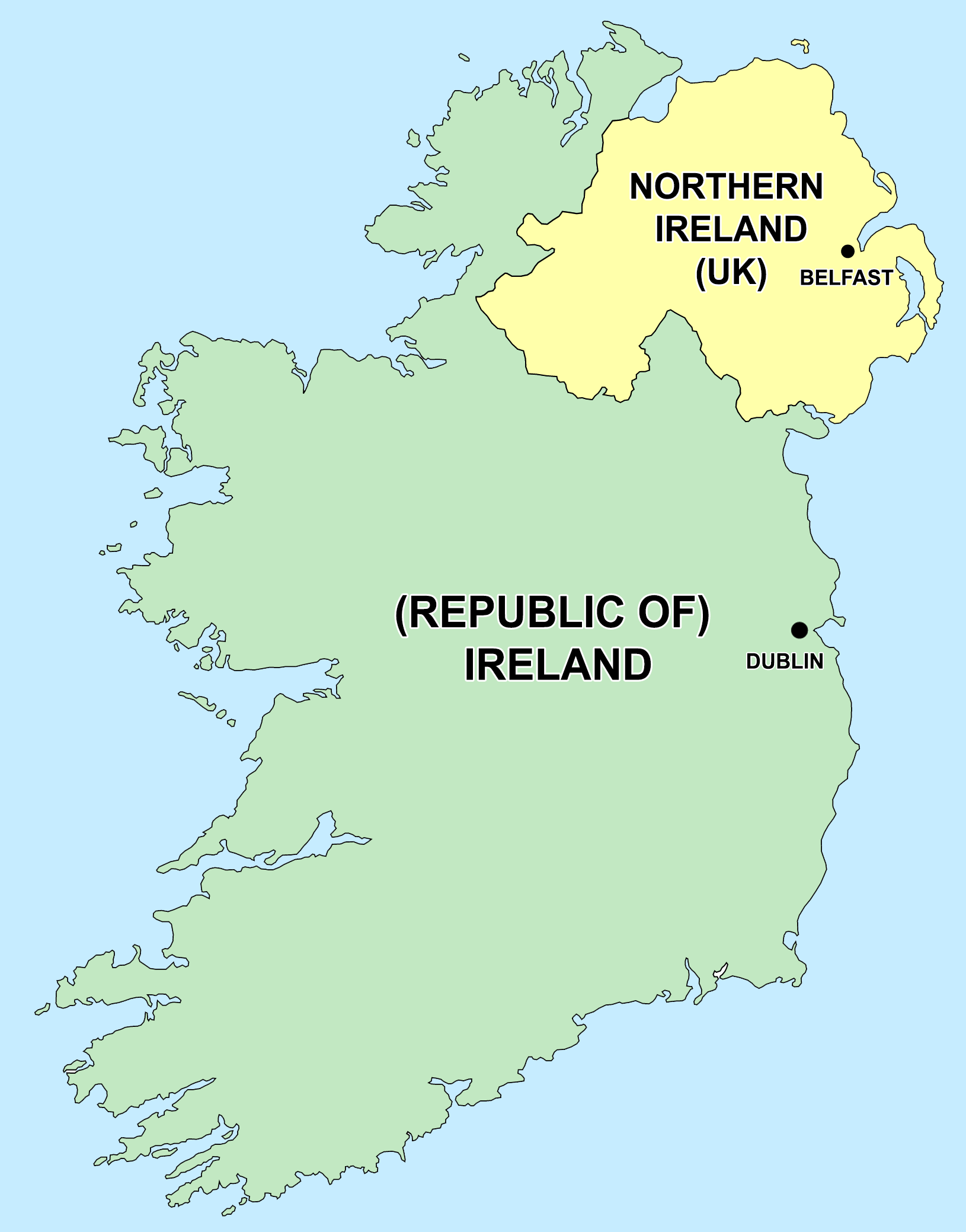
Carte politique de l'Irlande, montrant la république d'Irlande et l'Irlande du Nord.

L'État libre d'Irlande a obtenu une indépendance partielle avec un statut de dominion dans le cadre de l'Empire britannique en 1922. Cet État n'incluait pas l'Irlande du Nord, qui comprenait six comtés au nord-est de l'île d'Irlande demeurés britanniques. Lorsque la Constitution de l'Irlande a été adoptée en 1937, elle stipulait que le nom de l'État était Irlande ; cette date est considérée comme celle où la république d'Irlande est devenue une nation indépendante à part entière. Dans la Constitution, les articles 2 et 3 prévoient que « le territoire national comprend toute l'île d'Irlande », tout en stipulant que « dans l'attente de la réintégration du territoire national », les pouvoirs de l'État sont limités à légiférer uniquement pour la zone qui a fait partie de l'État libre d'Irlande. Issue du processus de paix en Irlande du Nord (en), la question a été résolue d'un commun accord dans le cadre de l'accord du Vendredi saint en 1998. La constitution de l'Irlande a été modifiée par référendum et sa revendication territoriale sur l'Irlande du Nord a été supprimée.
La constitution amendée affirme que, bien que « toute personne née sur l'île d'Irlande ait le droit de faire partie de la nation irlandaise » et de détenir la citoyenneté irlandaise, « une Irlande unie ne sera réalisée que par des moyens pacifiques avec le consentement d'une majorité du peuple, exprimé démocratiquement, dans les deux juridictions de l'île ». Un Conseil ministériel Nord/Sud a été créé entre les deux juridictions et doté d’une autorité exécutive. Le rôle consultatif et de conseil du gouvernement irlandais auprès du gouvernement de l'Irlande du Nord, accordé par le Royaume-Uni, qui avait débuté avec l'accord anglo-irlandais de 1985, a été maintenu, bien que cet accord lui-même ait pris fin. Les deux États ont également réglé le différend de longue date concernant leurs noms respectifs : l'Irlande et le Royaume-Uni de Grande-Bretagne et d'Irlande du Nord, les deux gouvernements acceptant d'utiliser ces noms.
Selon la théorie républicaine irlandaise du légitimisme, la république d'Irlande déclarée en 1916 existait depuis lors, niant la légitimité de l'État d'Irlande ou de la position de l'Irlande du Nord au sein du Royaume-Uni. Pendant une grande partie de son histoire, telle était la position du Sinn Féin ; cependant, elle a effectivement été abandonnée après avoir accepté l’Accord du Vendredi Saint. Des groupuscules séparatistes issus du Sinn Féin continuent d'adopter cette position, notamment le Sinn Féin républicain, lié à la Continuity IRA, et le Mouvement pour la souveraineté des 32 comtés, lié à la Real IRA.

### Liban
Le nationalisme libanais incorpore des vues irrédentistes cherchant à unifier toutes les terres de l'ancienne Phénicie autour du Liban actuel. En effet, le Liban actuel, la côte méditerranéenne de la Syrie et le nord d’Israël constituent la zone qui correspond approximativement à l’ancienne Phénicie et, par conséquent, la majorité du peuple libanais s’identifie à l’ancienne population phénicienne de cette région. Le « Grand Liban » comprendrait ainsi le Liban actuel, la côte méditerranéenne de la Syrie et le nord d'Israël.

### Lituanie

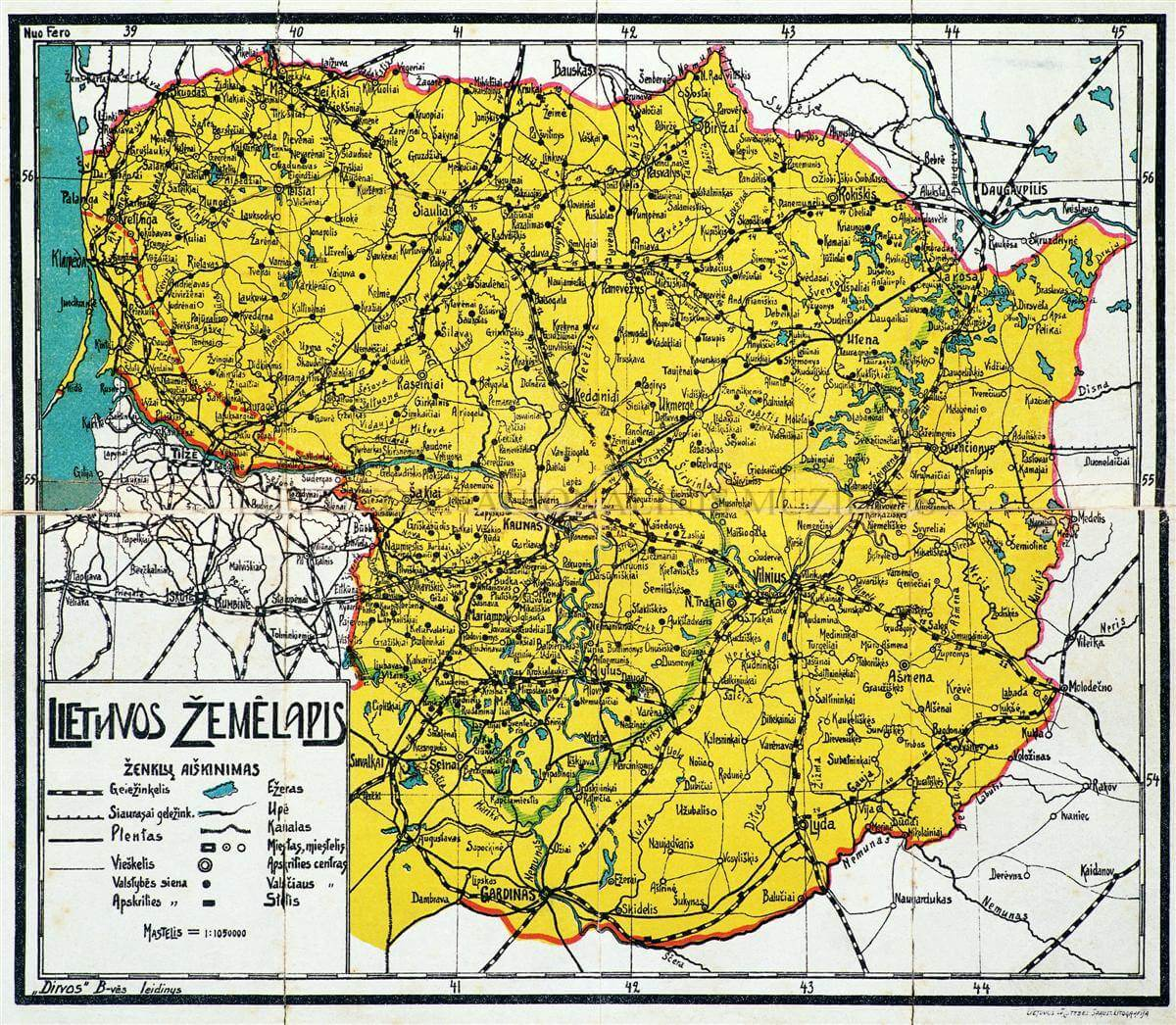
Cette carte présente les revendications territoriales de la Lituanie après la Première Guerre mondiale. Elles sont presque identiques aux terres ethniques lituaniennes historiques du XIIIe siècle au XVIe siècle.

La « Lituanie ethnographique » est un concept nationaliste qui définit les territoires lituaniens comme une partie importante des territoires qui appartenaient au grand-duché de Lituanie et les Lituaniens comme toutes les personnes qui y vivent, que ces personnes parlent ou non actuellement la langue lituanienne et se considèrent ou non comme lituaniennes. Selon les partisans de la Lituanie ethnographique, les Polonais lituaniens et les Biélorusses du Nord-Ouest étaient des « Lituaniens slavisés » qui devaient être re-lituanisés (en). Leur thèse soutient qu’un individu ne peut pas décider de son appartenance ethnique et de sa nationalité, qui sont déterminées non pas par la langue mais par l’ascendance.

### Macédoine du Nord
Certains nationalistes macédoniens ont promu le concept irrédentiste d'une Macédoine unie (en) parmi lesnationalistes macédoniens de souche, qui implique des revendications territoriales sur la province septentrionale de Macédoine en Grèce, mais aussi dans la province de Blagoevgrad (« Macédoine du Pirin ») en Bulgarie, en Albanie et en Serbie. Le concept de Macédoine unie vise à unifier la région transnationale de Macédoine dans les Balkans (qu'ils revendiquent comme leur patrie et qui, selon eux, a été injustement divisée en vertu du traité de Bucarest en 1913), en un seul État sous leur domination, avec Thessalonique (Solun dans les langues slaves) comme capitale,.

### Moldavie
La Grande Moldavie est un concept irrédentiste utilisé aujourd’hui pour justifier l’idée que la république de Moldavie devrait être élargie avec des terres qui appartenaient autrefois à la principauté de Moldavie ou qui se trouvaient autrefois dans son orbite politique. Historiquement, cette idée pouvait également signifier l'unification des terres de l'ancienne principauté sous la houlette de la Roumanie ou de l'Union soviétique. Les territoires cités dans de telles propositions incluent toujours la Moldavie occidentale et l'ensemble de la Bessarabie, ainsi que la Bucovine et la région de Hertsa ; certaines versions incluent également des parties de la Transylvanie, tandis que d'autres encore incluent des zones de Podolie, ou la Pocoutie dans son intégralité. Dans la plupart de ses versions post-soviétiques, la « Grande Moldavie » est associée à la croyance selon laquelle les Moldaves sont un peuple distinct des Roumains et qu'ils habitent certaines parties de la Roumanie et de l'Ukraine. Il s'agit d'une position marginale dans les conflits identitaires moldaves, correspondant à des formes radicales d'une idéologie polémiquement connue sous le nom de « moldovénisme (en) ».

### Mongolie
Il existe en Mongolie une idée irrédentiste prônant la solidarité culturelle et politique des Mongols. Le territoire proposé pour la « Grande Mongolie » comprend généralement l'État indépendant de Mongolie, les régions chinoises de Mongolie-Intérieure (Mongolie du Sud) et de Dzoungarie (au Xinjiang), ainsi que les sujets russes de Bouriatie, de Touva et la république de l'Altaï.

### Monténégro
Lors de l'éclatement de la Yougoslavie au début des années 1990, le président du Monténégro, Momir Bulatović, a soutenu l'unité et l'alliance avec la Serbie, ainsi que les revendications irrédentistes sur Dubrovnik et le territoire d'Herzégovine qui, selon lui, faisaient historiquement partie du Monténégro. Le journal serbe Epoha déclarait en 1991 que si les Bosniaques de Bosnie-Herzégovine voulaient faire sécession de la Yougoslavie, l'Herzégovine orientale devrait être cédée au Monténégro. Le Tribunal pénal international pour l'ex-Yougoslavie a déclaré que les dirigeants serbes et monténégrins, pendant le siège de Dubrovnik, ont cherché à annexer Dubrovnik ainsi que les « régions côtières de la Croatie entre la ville de Neum, en Bosnie-Herzégovine, au nord-ouest et la frontière monténégrine au sud-est » au Monténégro.

### Népal
Un concept irrédentiste existe au Népal, qui revendique les territoires indiens et bangladais actuels au-delà des frontières actuelles du pays. Ces revendications incluent généralement les zones contrôlées par le Népal entre 1791 et 1816, une période qui s'est terminée avec la guerre anglo-népalaise et la signature du traité de Sugauli. En outre, de vastes territoires dans les États indiens actuels de l'Uttar Pradesh, du Bihar, du Bengale occidental et de certaines parties du Bangladesh sont également inclus dans les revendications de l'organisation militante Front nationaliste du Grand Népal, qui exige le « retour » de ces territoires au Népal,.

### Pays-Bas
Les Grands Pays-Bas sont un concept qui réunit les Pays-Bas, la Flandre et parfois Bruxelles. En outre, un État des Grands Pays-Bas pourrait inclure l'annexion du Westhoek français, du Suriname, des régions autrefois néerlandophones d'Allemagne et de France, ou même des régions ethniquement néerlandophones et/ou afrikaansophones d'Afrique du Sud. Une proposition connexe est le concept pan-néerlandais, qui inclut la Wallonie et potentiellement aussi le Luxembourg.
Le concept des Grands Pays-Bas a été développé à l'origine par l'historien Pieter Geyl, qui soutenait que la « tribu hollandaise », englobant les Flamands et les Néerlandais, n'était séparée qu'en raison de la guerre de Quatre-Vingts Ans contre l'Espagne au XVIe siècle. Alors que Geyl, un antifasciste déclaré, défendait ses arguments dans une perspective historique et culturelle, les mouvements fascistes Verdinaso et nazi se sont appuyés sur l’idée des Grands Pays-Bas dans les années 1930 et 1940 en mettant l’accent sur le nationalisme ethnique, un concept toujours présent chez certains membres de l’extrême droite. Parmi les autres partisans du concept des Grands Pays-Bas au XXIe siècle figurent également des modérés en Belgique et aux Pays-Bas qui cherchent à élever l’idéal du Benelux au rang d’une union politique plus centralisée.

### Pays Basque
L'irrédentisme basque fait référence à l'idée d'unifier le Pays basque en un seul État. Ce mouvement revendique les territoires du Pays basque, de la Navarre et une partie de la Nouvelle-Aquitaine.

### Pérou
Suite à son rejet du nationalisme péruvien, Antauro Humala a condamné les frontières actuelles du Pérou comme des impositions coloniales. Un slogan courant de son nationalisme ethnique est que le nationalisme péruvien veut « récupérer le mot Pérou » tandis que son nationalisme ethnique veut récupérer « le concept de tawantinsuyo » (le nom quechua de l'Empire inca), car « en tant que nationaliste ethnique, je ne peux respecter les frontières des « Criollo (créoles) »… ma patrie ancestrale s'étend de Tucumán jusqu'à Pasto. Nous sommes un seul peuple disséminé dans divers États criollos ».
Antauro appelle les pays et régions andins « l'Internationale Inca » (« La Internacional Inkaica »). Les vues territoriales des ethnocaceristes feraient passer la population du Pérou d'environ 30 millions à plus de 100 millions de personnes. 
Les ethnocaceristes ont soutenu la réélection d'Evo Morales en 2019 et ont condamné sa démission et son remplacement ultérieurs comme étant « fascistes » et « néocolonialistes ».

### Roumanie
Les nationalistes roumains revendiquent les frontières de la Grande Roumanie, et notamment la Moldavie, la majeure partie de son territoire ayant fait partie du pays entre 1918 et 1940. Le moldave était le nom soviétique de la langue roumaine. Il existe un certain soutien (mais pas universel) des Moldaves en faveur d'une réunion pacifique et volontaire avec la Roumanie, notamment parce que (après avoir rejoint l'Union européenne), l'économie roumaine a prospéré et les citoyens roumains ont obtenu la liberté de circulation en Europe. L’irrédentisme russe à propos de la Transnistrie a également suscité inquiétude et ressentiment.
Lors de sa campagne présidentielle en 2025, le candidat George Simion adopte des positions irrédentistes et soutient la restauration des frontières roumaines d'avant la Seconde Guerre mondiale, qui incluent la totalité de la Moldavie ainsi que des parties de la Bulgarie et de l'Ukraine, ce qui lui vaut d'être déclaré persona non grata dans ces deux derniers pays.

### Serbie

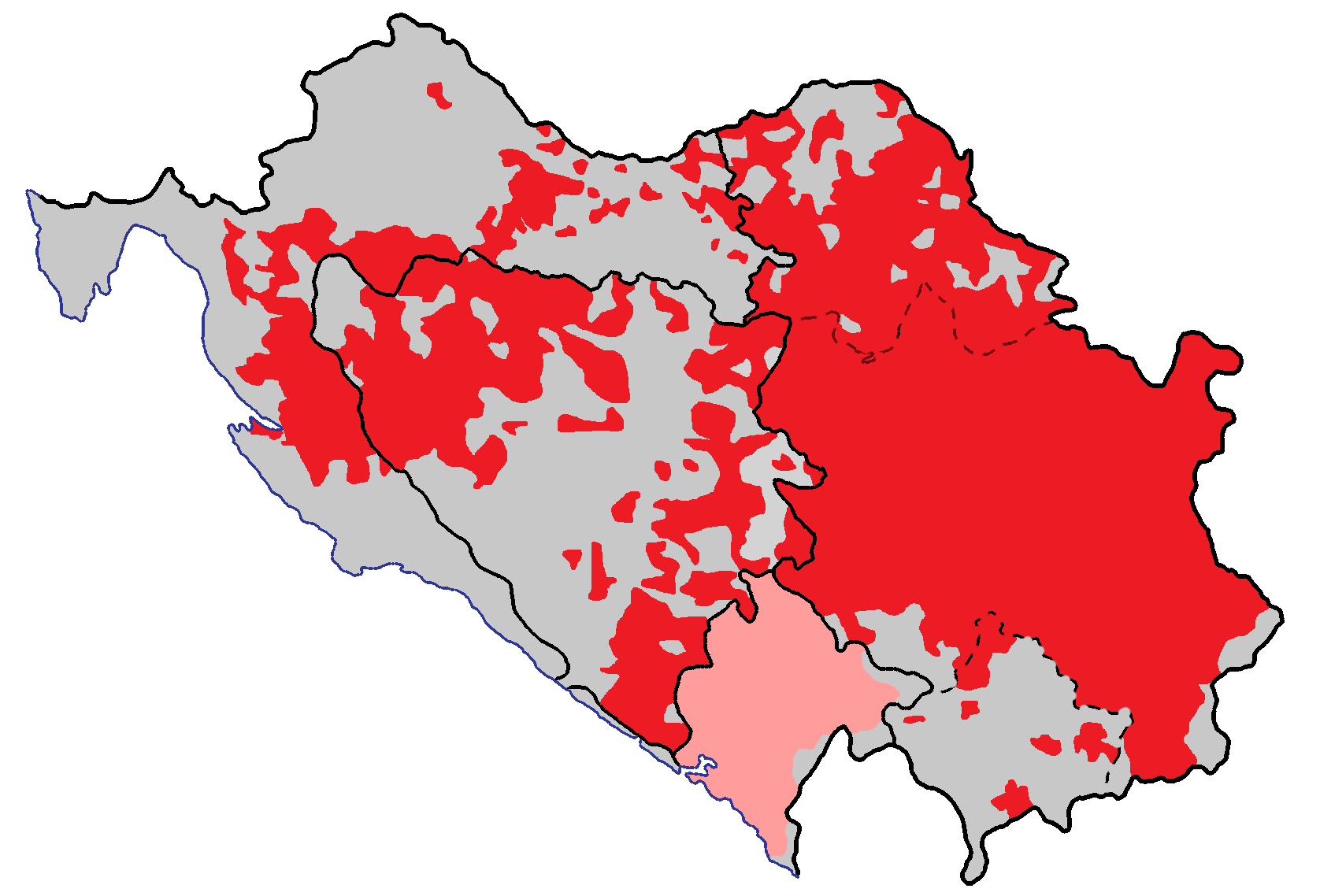
Répartition des Serbes et des Monténégrins en Yougoslavie (à l'exception de la Macédoine et de la Slovénie) en 1981.

L’irrédentisme serbe se manifeste dans l'idée de la Grande Serbie, l’idéologie nationaliste serbe. La Grande Serbie comprend la Serbie, la Macédoine du Nord, la Bosnie-Herzégovine, le Monténégro et une grande partie de la Croatie. Au XIXe siècle, le panserbisme cherchait à unir tous les Serbes des Balkans, alors sous la domination ottomane et habsbourgeoise. Certains intellectuels ont cherché à unir tous les Slaves du Sud (quelle que soit leur religion) dans un État serbe. La Serbie a obtenu son indépendance de l'Empire ottoman en 1878. La Bosnie-Herzégovine, annexée par les Autrichiens en 1908, était considérée comme une partie de la patrie serbe. La Serbie dirigeait ses aspirations territoriales vers le sud, tandis que le nord et l'ouest étaient détenus par l'Autriche. La Macédoine a été divisée entre la Serbie, la Bulgarie et la Grèce après les guerres des Balkans.
En 1914, les aspirations se tournèrent vers l’Autriche-Hongrie. Une politique gouvernementale a cherché à intégrer toutes les zones habitées par les Serbes et d’autres zones slaves du Sud, jetant ainsi les bases de la Yougoslavie. Avec la création du royaume des Serbes, Croates et Slovènes (la future Yougoslavie), les Serbes vivaient désormais unis dans un seul pays. Lors de l'éclatement de la Yougoslavie, les dirigeants politiques serbes de la Croatie et de la Bosnie-Herzégovine séparatistes ont déclaré que leurs territoires faisaient partie de la république fédérale de Yougoslavie (Serbie et Monténégro).
Le projet d'unification des zones habitées par les Serbes en Croatie et en Bosnie-Herzégovine pendant les guerres de Yougoslavie a finalement échoué. L'opération Tempête a mis fin aux combats à grande échelle et a capturé la majeure partie de la république serbe de Krajina, tandis que l'accord de Dayton a mis fin à la guerre de Bosnie. La Bosnie-Herzégovine a été établie en tant que république fédérale, composée de deux entités distinctes, l'une étant la république serbe de Bosnie habitée par des Serbes. Depuis lors, les politiciens serbes de Bosnie ont appelé à la sécession de la Republika Srpska et à une éventuelle unification avec la Serbie.
Après la guerre du Kosovo (1998-1999), le Kosovo est devenu un protectorat de l’ONU, faisant toujours de jure partie de la Serbie. L'Assemblée du Kosovo, à majorité albanaise, a déclaré unilatéralement l'indépendance du Kosovo en 2008, et son statut est depuis contesté.

### Somalie

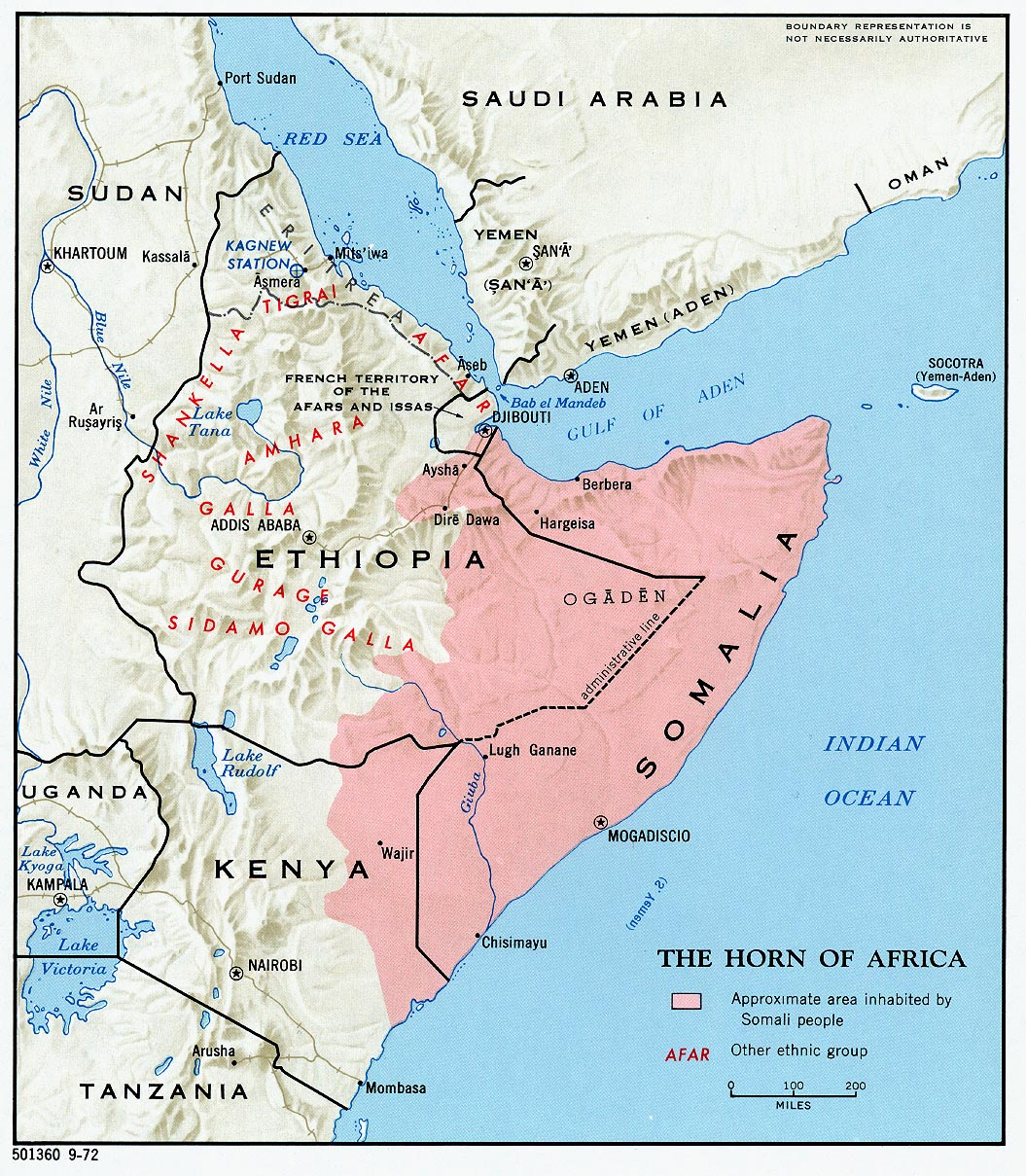
Estimation du territoire ethnique somalien par rapport aux pays voisins. La zone est à peu près coextensive à la Grande Somalie.

La Grande Somalie fait référence à la région de la Corne de l’Afrique dans laquelle les Somaliens ethniques sont et ont historiquement représenté la population prédominante. Il s'agit de la Somalie, du Somaliland, de la région Somali en Éthiopie, de la province du Nord-Est au Kenya et du sud et de l'est de Djibouti. L'Ogaden, dans l'est de l'Éthiopie, a été le théâtre de mouvements militaires et civiques cherchant à l'intégrer à la Somalie, qui ont culminé avec la guerre de l'Ogaden de 1977-1978 entre les deux voisins, dans laquelle l'offensive militaire somalienne, menée entre juillet 1977 et mars 1978 sur la région éthiopienne contestée de l'Ogaden, a pris fin lorsque les forces armées somaliennes se sont retirées de l'autre côté de la frontière et qu'une trêve a été déclarée. Le district frontalier nord (en) du Kenya a également connu un conflit pendant la guerre de Shifta (en) (1963-1967) : un conflit sécessionniste a éclaté dans lequel les Somaliens ethniques des comtés de Lamu, Garissa, Wajir et Mandera (tous sauf Lamu faisaient partie de l'ancienne province du Nord-Est, abolie en 2013) ont tenté de rejoindre la « Grande Somalie ». Il n'y a pas eu de conflits similaires à Djibouti, qui était auparavant connu sous le nom de « Somaliland français » pendant la colonisation. Ici, les luttes apparentes pour l'unification se sont manifestées par des conflits politiques qui ont pris fin lorsqu'un référendum visant à rejoindre la France par opposition à la République somalienne a abouti à des rumeurs de fraude électorale généralisée, et la mort du nationaliste somalien Mahmoud Harbi, vice-président du Conseil du gouvernement, tué dans un accident d'avion deux ans plus tard dans des circonstances suspectes. Certaines sources affirment que la Somalie a également revendiqué l'archipel de Socotra, qui est actuellement reconnu par la communauté internationale comme faisant partie du Yémen, mais est occupé par les Émirats arabes unis.

### Suisse
De nombreuses propositions ont été faites pour que la Suisse s’étende sur les pays voisins.
Un sondage réalisé par la radio ORF en octobre 2008 a révélé qu'environ la moitié de la population du Vorarlberg serait favorable à un rattachement à la Suisse.
Au Parlement suisse, une motion a été déposée en 2010 par le député jurassien Dominique Baettig et cosignée par le président du parti UDC Toni Brunner. La motion proposait d'offrir aux territoires adjacents à la Suisse le « modèle suisse de souveraineté » comme alternative à une « adhésion rampante » de la Suisse à l'Union européenne « centraliste ». Comme candidats possibles à l'adhésion, la motion nommait l'Alsace (France), la Vallée d'Aoste (Italie), le Tyrol du Sud (Italie), le Jura (France), le Vorarlberg (Autriche), l'Ain (France), la Savoie (France), le Bade-Wurtemberg (Allemagne), la province de Varèse (Italie), la province de Côme (Italie), « et d'autres ». La motion a été largement perçue comme une rhétorique anti-UE plutôt que comme une proposition sérieuse. Dans une déclaration du 19 mai 2010, le Conseil fédéral suisse a recommandé son rejet, qualifiant la motion de « provocation ». Il fait valoir que son adoption serait considérée comme un acte inamical par les pays entourant la Suisse et qu'elle serait également contraire au droit international, qui, de l'avis du gouvernement, ne prévoit pas de droit à la sécession, sauf dans des circonstances exceptionnelles. Le sujet a attiré l’attention des médias européens,,. Les médias ont ensuite rapporté un niveau élevé de soutien populaire apparent en faveur du rattachement à la Suisse dans les territoires en question.

### Syrie
Le Parti social nationaliste syrien, qui opère au Liban et en Syrie, œuvre pour l'unification de la plupart des États modernes du Levant et au-delà en un seul État appelé Grande Syrie, qui comprendrait le Liban, Israël, la Syrie, la Jordanie et certaines parties de la Turquie, et a parfois été élargi pour inclure l'Irak, Chypre et la péninsule du Sinaï.

### Ukraine
La « Grande Ukraine » fait référence aux revendications formulées par certains groupes nationalistes ukrainiens sur des territoires situés en dehors de l'Ukraine et qu'ils considèrent comme faisant partie de la patrie nationale ukrainienne, tels que le Kouban ou d'autres régions adjacentes,.

### Vietnam

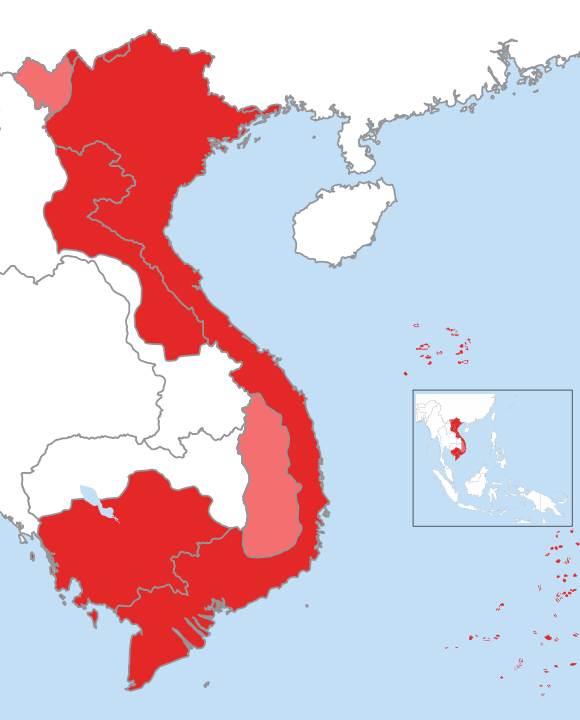
Carte du Vietnam sous le règne de l'Empereur Minh Mạng, base de l'irrédentisme vietnamien.

L'irrédentisme vietnamien, parfois appelé nationalisme baiyue, concerne les anciens territoires de l'empire du Vietnam et des territoires hors du Vietnam habités par les Vietnamiens depuis des siècles. Les revendications les plus notables concernent généralement les territoires du Laos, du Cambodge et de Liangguang en Chine.

### Yémen

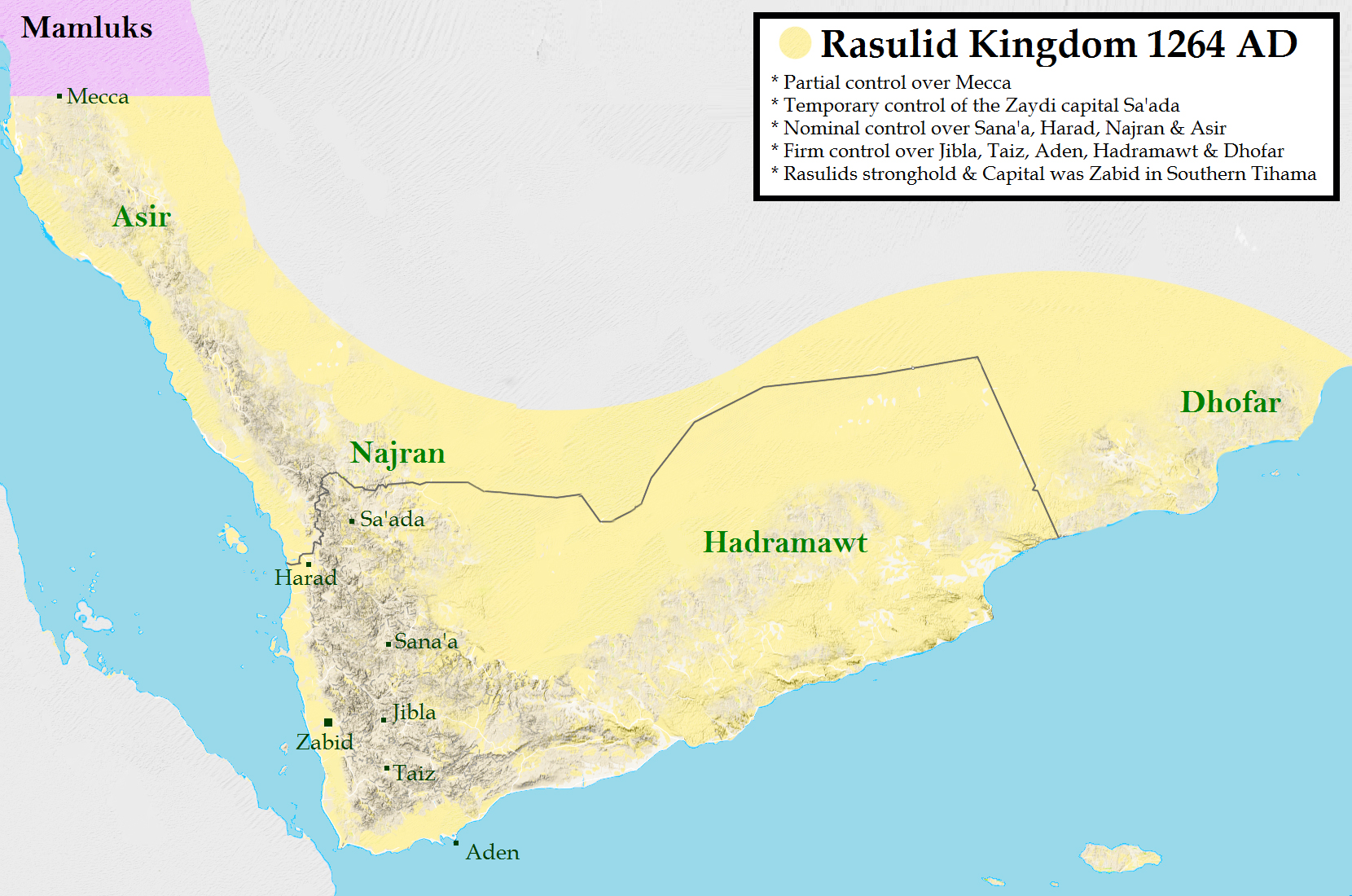
Royaume rasoulide englobant le Grand Yémen vers 1264 après J.-C.

Le « Grand Yémen » revendique d'anciens territoires détenus par divers États prédécesseurs qui existaient entre la période himyarite et le XVIIIe siècle. Les zones revendiquées comprennent des parties de l’Arabie saoudite et d’Oman modernes.

## Revendications irrédentistes historiques

### Allemagne

Le partage de la Tchécoslovaquie de 1938 à 1939. Les gains allemands sont indiqués en violet (foncé : Sudètes, clair : protectorat de Bohême et de Moravie).

Au cours du débat sur ce qu'on appelait alors la question allemande (die deutsche Frage) au XIXe siècle, avant l'unification de l'Allemagne (1871), le terme de Großdeutschland (« Grande Allemagne ») désignait une éventuelle nation allemande composée des États qui constituaient plus tard l'Empire allemand, et de l'Autriche. Le terme de Kleindeutschland (« Petite Allemagne ») désignait un éventuel État allemand sans l'Autriche. Le terme a été utilisé plus tard par les Allemands pour désigner la Grande Allemagne, un État composé de l'Allemagne d'avant la Première Guerre mondiale, de l'Autriche et des Sudètes.
Depuis la fondation du Reich allemand en 1871, les seules périodes où les gouvernements allemands n'ont pas formulé de demande ou de revendication irrédentiste explicite ou implicite — y compris la demande de réunification lors de la partition allemande — ont eu lieu avant la Première Guerre mondiale et après la réunification allemande.
La république de Weimar comptait d’importants éléments irrédentistes qui faisaient souvent partie des coalitions gouvernantes. Le traité de Locarno fixait les frontières occidentales de l'Allemagne (actant entre autres la perte définitive de l'Alsace-Lorraine), mais concernant les frontières orientales avec la Tchécoslovaquie et la Seconde République polonaise, il contenait seulement une disposition stipulant que toute révision des frontières se ferait de manière non violente. Avant la Seconde Guerre mondiale, le gouvernement allemand n’a jamais renoncé à toute revendication territoriale à l’est de ses frontières internationalement reconnues. Les ministres des Affaires étrangères d'Allemagne et de France, à qui l'on attribue le succès des négociations du traité, Aristide Briand et Gustav Stresemann, ont reçu le prix Nobel de la paix pour leurs efforts. Le territoire du bassin de la Sarre fut placé sous mandat de la Société des Nations mais était de facto un protectorat français. En 1935 (deux ans après la nomination d'Hitler comme chancelier), un référendum convenu au préalable fut organisé, transférant la souveraineté sur la Sarre à l'Allemagne. La référence aux « frontières de 1937 (de) » a été utilisée après la guerre pour permettre l'inclusion de la région de la Sarre dans ce concept d'« Allemagne » tout en excluant les développements territoriaux de 1938 et du début de 1939 (voir ci-dessous), qui étaient largement considérés comme le résultat illégitime de l'agression allemande et de l'apaisement anglo-français après la guerre.
L'un des principaux objectifs de l'idéologie nazie était de réunifier tous les Allemands nés ou vivant hors d'Allemagne pour créer un « Reich entièrement allemand ». Ces convictions ont finalement abouti aux accords de Munich, qui ont cédé à l'Allemagne des zones de Tchécoslovaquie principalement habitées par des Allemands des Sudètes, et à l'Anschluss, qui a cédé l'ensemble de l'Autriche à l'Allemagne ; les deux événements ont eu lieu en 1938. Plus tard (mais toujours avant le déclenchement de la guerre générale en Europe), le protectorat de Bohême et de Moravie fut formé, qui comprenait une majorité ethnique tchèque et une minorité germanophone. Parmi les origines de la Seconde Guerre mondiale en Europe, il y avait la revendication irrédentiste allemande du corridor polonais, une zone ethniquement diversifiée mais majoritairement polonaise qui séparait la Prusse orientale du reste de l'Allemagne et qui constituait le seul accès à la mer pour la Deuxième République polonaise. Un autre point de discorde dans les relations germano-polonaises de l'entre-deux-guerres était le statut de la ville libre de Dantzig, qui avait une population à majorité ethnique allemande mais était devenue une cité-État soutenue par la Société des Nations après la Première Guerre mondiale en raison de son importance stratégique.

Allemagne de l'Ouest et Allemagne de l'Est (1949-1990).

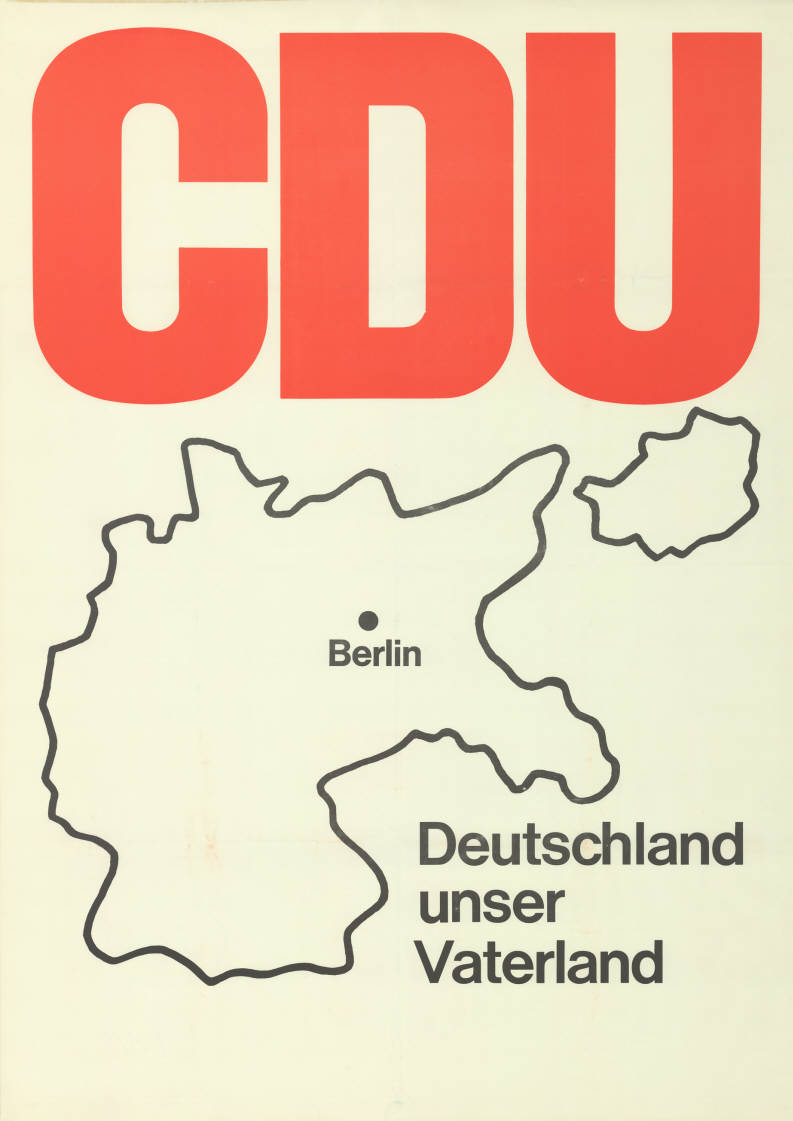
Affiche électorale de la CDU de 1967 montrant l'Allemagne dans ses frontières de 1937 (ainsi que la ville libre de Dantzig.

Lors du partage de l'Allemagne, les deux États qui en ont résulté ont d'abord affirmé que leur intention était une éventuelle réunification allemande, mais l'Allemagne de l'Est a finalement abandonné cette revendication. La Loi fondamentale allemande contenait à la fois une exhortation à la réunification et une disposition (article 23) concernant la « jonction d'autres régions allemandes » à la zone de validité de la Loi fondamentale. L'article 23 a été supprimé de la Loi fondamentale lors de la réunification et a depuis été remplacé par une disposition sans rapport concernant l'Union européenne. La République démocratique allemande a été relativement rapide à approuver officiellement la ligne Oder Neisse comme nouvelle frontière orientale, en signant le traité de Zgorzelec en 1950. Cependant, un sentiment irrédentiste persistait parmi la population des deux États allemands concernant le territoire à l'est de la nouvelle frontière. La plupart de la classe publique et politique ouest-allemande a refusé d'accepter la perte des territoires de l'Est dans les premières années de l'après-guerre, comme en témoigne une liste de plaques d'immatriculation potentielles pour les villes de la RDA, dans les zones perdues à cause de la Seconde Guerre mondiale et même dans des zones comme l'ancienne ville libre de Dantzig. Le gouvernement de Willy Brandt (gouverné de 1969 à 1974) a tenté de reconnaître de facto le statu quo d'après-guerre en échange d'un rapprochement politique dans le cadre de l'Ostpolitik, acceptant entre autres l'entrée de l'Allemagne de l'Est et de l'Ouest aux Nations unies en 1973. Willy Brandt a reçu le prix Nobel de la paix pour ses efforts de réconciliation. Cependant, la faible majorité que sa coalition sociale-libérale avait remportée lors des élections fédérales allemandes de 1969 avait diminué en 1972 parce que plusieurs membres du Parti social-démocrate et du Parti libéral-démocrate avaient changé de parti en raison de leur désaccord avec l'Ostpolitik. Bien que le gouvernement CDU/CSU d'Helmut Kohl, arrivé au pouvoir en 1982, n'ait pas inversé l'Ostpolitik, les traités acceptant les frontières d'après-guerre avaient été soigneusement formulés de manière à préserver l'option d'un autre « règlement final » dans le cadre d'un traité de paix ou suite à une éventuelle réunification allemande. La question des revendications allemandes sur des territoires situés en dehors des deux États allemands est ainsi redevenue aiguë au cours des négociations qui ont finalement abouti au Traité sur le règlement définitif concernant l'Allemagne ou « accord deux plus quatre » et à la renonciation officielle définitive de l'Allemagne à toute revendication territoriale au-delà des frontières obtenues le 3 octobre 1990. Depuis lors, les revendications irrédentistes se limitent à une petite minorité d’extrême droite et n’ont pas eu d’influence majeure sur la politique nationale. Toutefois, dans le cadre de la question de Kaliningrad, des négociations ont eu lieu entre l'Allemagne et la Russie pour déterminer si la souveraineté devait en être transférée à l'Allemagne,,.

### Assyrie

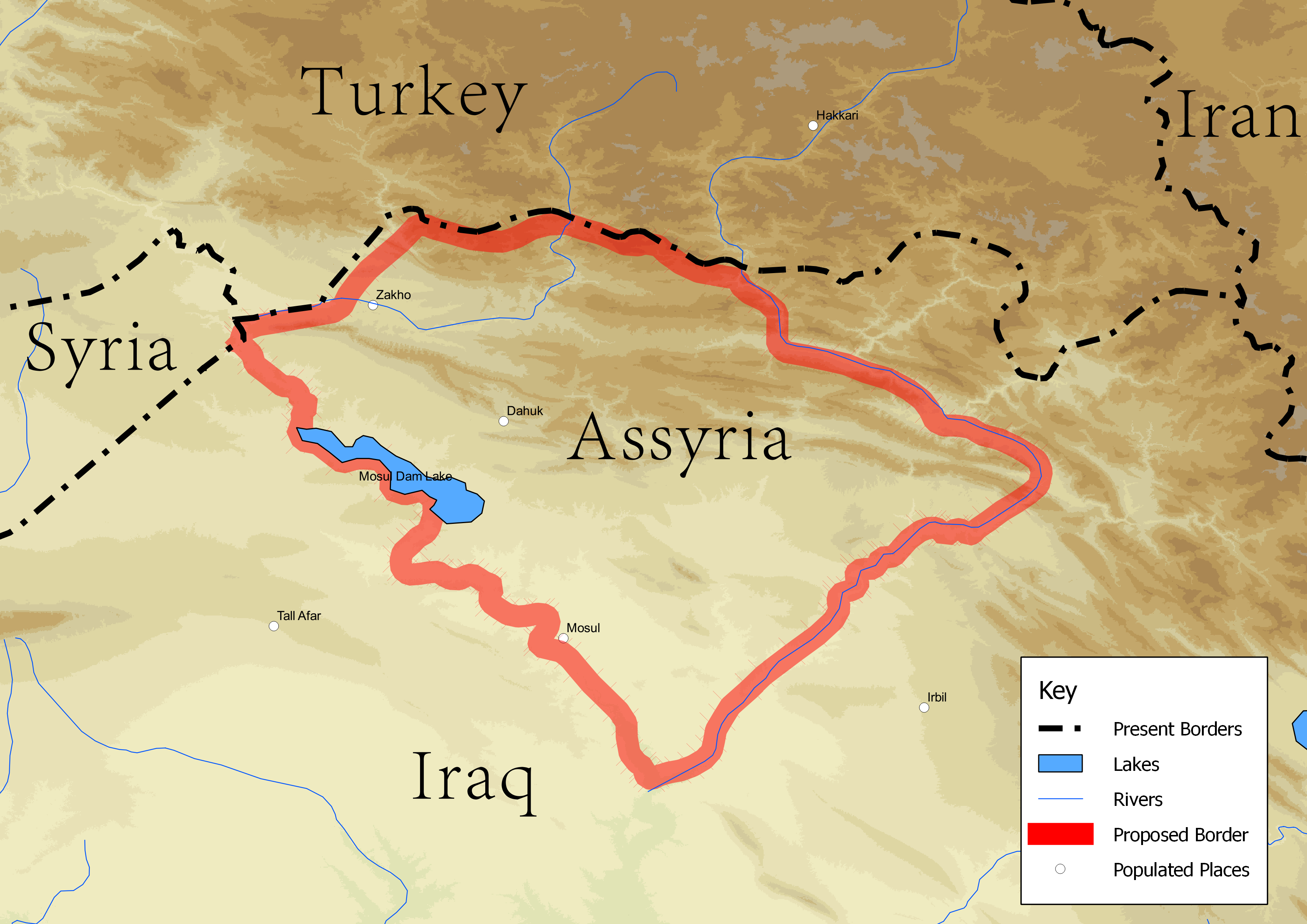
Le « Triangle assyrien » était avait été proposé pour un État assyrien autonome après la Première Guerre mondiale.

La patrie assyrienne est une région géographique et culturelle située dans le nord de la Mésopotamie qui est traditionnellement habitée par le peuple assyrien. La zone avec la plus grande concentration d'Assyriens, ou le Triangle assyrien, une région qui comprend les plaines de Ninive, le sud de Hakkari et les régions de Barwari (en). C'est ici que certains groupes assyriens cherchent à créer un État-Nation (en) autonome, voir indépendant. Le territoire reflète approximativement les limites de l'ancienne Assyrie proprement dite et des provinces achéménides, séleucides, parthes, romaines et sassanides d'Assyrie (Athura (en) / Assuristan) qui existaient entre le XXVe siècle avant J.-C. et le VIIe siècle après J.-C.

### Belgique
La « Grande Belgique » est un concept irrédentiste belge qui revendique un territoire que les nationalistes considèrent comme légitimement belges. Ceux-ci incluent généralement : le territoire allemand appartenant historiquement à l'ancien duché de Limbourg (Eupen-Malmedy, désormais belge), le Limbourg néerlandais, la Flandre zélandaise et le grand-duché de Luxembourg,. Dans une moindre mesure, ils revendiquèrent également la province néerlandaise du Brabant-Septentrional et les Pays-Bas français (Nord-Pas-de-Calais). Peu après la révolution belge, certains groupes proposèrent même une fédération belgo-rhénane.

### Chine
Lorsque Hong Kong et Macao étaient respectivement des territoires britannique et portugais, la Chine considérait ces deux territoires comme des territoires chinois sous administration britannique et portugaise. Par conséquent, les habitants de Hong Kong et de Macao descendants d'immigrants chinois ont eu droit à un passeport de la région administrative spéciale de Hong Kong ou de la région administrative spéciale de Macao après que les deux territoires sont devenus des régions administratives spéciales. La Chine entretient des revendications similaires sur l'Arunachal Pradesh et le Ladakh comme faisant partie du Tibet, de la Mongolie, de la mer de Chine méridionale, etc.

### Corée
La Convention de Gando (en) de 1909 a réglé un différend territorial entre la Chine des Qing et la Corée Joseon en faveur de la Chine. Comme la convention a été conclue par l'empire du Japon, qui occupait alors la Corée, elle a été de jure annulée après la reddition du Japon, et la Corée du Nord a commencé à contrôler la zone située au sud du mont Paektu.
En 1961, la république populaire de Chine publie une carte revendiquant nominalement une frontière passant à des dizaines de kilomètres au sud du mont Paektu. La Corée du Nord proteste en publiant une carte nationale montrant ses revendications sur Gando. Bien qu'aucune de ces revendications n'ait été sérieusement appliquée, la zone située entre la ligne de la convention de Gando et le mont Paektu était toujours en litige. En 1963, la Corée du Nord signe un traité frontalier avec la république populaire de Chine, qui établit la frontière entre les deux au niveau des rivières Yalu/Amnok (noms chinois/coréens) et Tumen ; cet accord stipulait principalement que les trois cinquièmes du lac du Paradis au sommet du mont Paektu iraient à la Corée du Nord et les deux cinquièmes à la Chine.
En 1990, l'Union soviétique et la Corée du Nord signent un traité frontalier reconnaissant l'île de Noktundo (en), une île d'importance historique dans l'histoire militaire de Joseon, comme faisant partie de l'Union soviétique et plus tard de la Russie. La Corée du Sud ne reconnaît pas le traité et maintient sa revendication sur l'île, administrée par la Russie.
Bien que la Corée du Sud n’ait pas reconnu cet accord, elle n’a fait aucune tentative sérieuse pour obtenir la souveraineté coréenne sur Gando. La Corée du Sud n'a pas officiellement renoncé à sa revendication sur Gando, mais la frontière sino-coréenne sur la carte nationale sud-coréenne suit approximativement la ligne de 1961, à l'exception du mont Paektu, acceptant la frontière sur la carte comme frontière de facto.
Certains Coréens qui maintiennent une revendication irrédentiste sur Gando considèrent Gando comme un territoire coréen et le traité de 1963 comme nul et non avenu. Des revendications plus ambitieuses incluent toutes les parties de la Mandchourie contrôlées autrefois par le royaume de Goguryeo.

### Croatie
Le concept d'un État de Grande Croatie trouve ses origines modernes dans le mouvement illyrien, une campagne culturelle et politique pan-slave du Sud dont les racines remontent au début de la période moderne et qui a été relancée par un groupe de jeunes intellectuels croates au cours de la première moitié du XIXe siècle. Bien que ce mouvement soit né dans le contexte nationaliste européen en développement de l'époque, il se développe surtout en réponse aux mouvements nationalistes plus puissants dans le royaume de Hongrie de l'époque, avec lequel la Croatie était en union personnelle.
Les fondements du concept de Grande Croatie sont posés dans les œuvres de Pavao Ritter Vitezović (en) à la fin du XVIIe siècle et au début du XVIIIe siècle. Il est le premier idéologue de la nation croate à proclamer que tous les Slaves du Sud étaient Croates. Ses œuvres ont été utilisées pour légitimer l'expansionnisme de l'empire des Habsbourg à l'est et au sud en affirmant ses droits historiques à revendiquer l'Illyrie,. L'« Illyrie », en tant que territoire slave projeté par Vitezović, finirait par englober non seulement la majeure partie de l'Europe du Sud-Est, mais aussi des parties de l'Europe centrale comme la Hongrie. Vitezović définit le territoire de la Croatie qui, outre l'Illyrie et tout le territoire peuplé de Slaves, comprend tout le territoire entre la mer Adriatique, la mer Noire et la mer Baltique.

### États-Unis
La « destinée manifeste » est une expression apparue en 1845 pour désigner la forme américaine de l'idéologie calviniste selon laquelle la nation américaine aurait pour mission divine l'expansion de la « civilisation » vers l'Ouest, et à partir du XXe siècle dans le monde entier. Elle est surtout liée à la conquête de l'Ouest américain.
Cette croyance messianique en une élection divine (prédestination), qui est déjà présente chez les Pères pèlerins puritains arrivés en Amérique sur le Mayflower, est promue aux États-Unis dans les années 1840 par les républicains-démocrates, plus particulièrement par les « faucons » sous la présidence de James Polk.

### Finlande

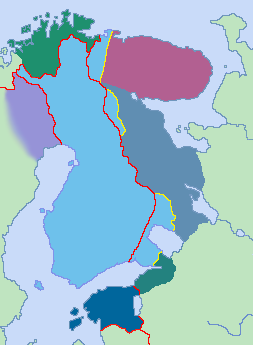
Carte de la Finlande dans les frontières du traité de Tartu de 1920 et des traités de paix de Paris de 1947, ainsi que diverses revendications irrédentistes.

La « Grande Finlande » était une idée irrédentiste et nationaliste qui mettait l’accent sur l’expansion territoriale de la Finlande. Le concept le plus courant de la Grande Finlande voyait le pays défini par des frontières naturelles englobant les territoires habités par les Finlandais et les Caréliens, allant de la mer Blanche au lac Onega et le long des rivières Svir et Neva — ou, plus modestement, de la rivière Sestra — jusqu'au golfe de Finlande. Certains partisans ont également inclus la vallée de Torne (en) (en Suède), l'Ingrie et l'Estonie.

### France
Le concept des « frontières naturelles de la France », développé notamment pendant la Révolution française, postulait d'étendre le pays au Rhin, à l'océan Atlantique et à la mer Méditerranée, aux Pyrénées et aux Alpes.
La première mention des frontières naturelles apparaît en 1642 dans un testament apocryphe du cardinal de Richelieu. Cette notion se répand chez les révolutionnaires français dès 1790, notamment chez les jacobins. Après la victoire de Valmy le 20 septembre 1792, la Convention nationale exhorte les soldats à chasser les armées prussiennes de l'autre côté du Rhin. Pour le général Custine, commandant de l'armée du Rhin, « si le Rhin n'est pas la limite de la République, elle périra ». Le 17 décembre, la Convention adopte le décret sur l'administration révolutionnaire française des pays conquis, prélude à l'annexion des Pays-Bas autrichiens (ex Pays-Bas espagnols, et future Belgique) par la France. Celle-ci est demandée par Danton le 31 janvier 1793, justifiant que « les limites de la France sont marquées par la nature, nous les atteindrons des quatre coins de l'horizon, du côté du Rhin, du côté de l'Océan, du côté des Pyrénées, du côté des Alpes. Là doivent finir les bornes de notre République ».

### Grèce

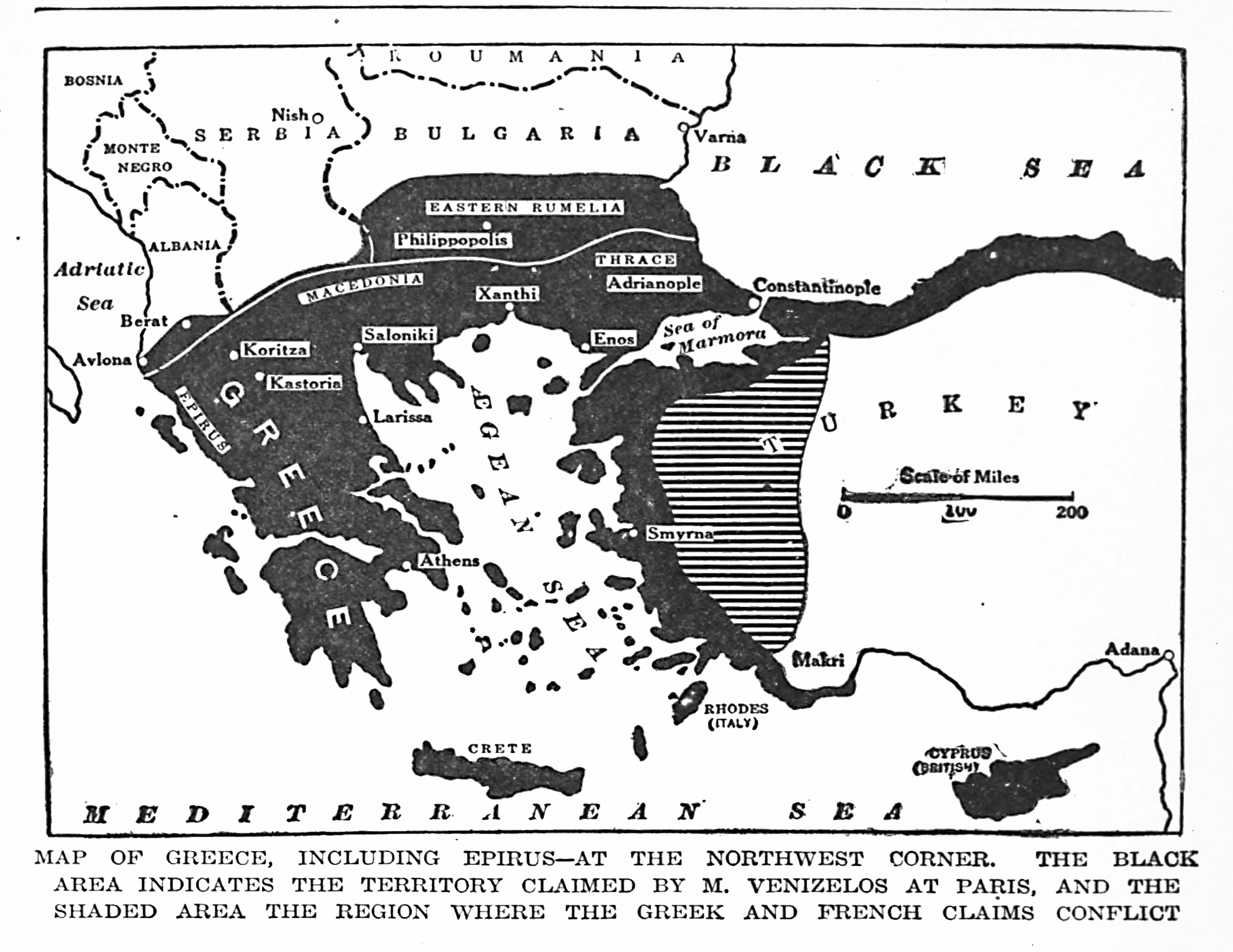
Revendications présentées par la Grèce à la Conférence de paix de Paris, en 1919.

Après la guerre d'indépendance grecque de 1821-1832, la Grèce a commencé à revendiquer les zones habitées par les Grecs, principalement situées dans l'Empire ottoman. La Megali Idea (« Grande Idée ») envisageait l'incorporation grecque des terres habitées par les Grecs, mais aussi des terres historiques d'Asie Mineure correspondant à l'Empire byzantin à prédominance grecque et orthodoxe et aux domaines des anciens Grecs.
La conquête grecque débute avec l'acquisition de la Thessalie par la Convention de Constantinople en 1881, une guerre ratée contre la Turquie en 1897 et les guerres balkaniques (qui donnet à la Grèce la Macédoine, l'Épire, et certaines îles de la mer Égée). Après la Première Guerre mondiale, la Grèce acquiert la Thrace occidentale conformément au traité de Neuilly-sur-Seine, mais aussi l'Ionie / Smyrne et la Thrace orientale (à l'exclusion de Constantinople), conformément au traité de Sèvres. Par la suite, la Grèce lança une campagne militaire infructueuse pour accroître ses gains en Asie Mineure, mais elle fut stoppée par la guerre d'indépendance turque. Les événements ont culminé avec l'incendie de Smyrne, l'échange de population entre la Grèce et la Turquie et le traité de Lausanne qui a rendu la Thrace orientale et l'Ionie à la nouvelle république de Turquie. Ces événements sont connus des Grecs sous le nom de « Catastrophe d’Asie Mineure ». Les îles Ioniennes ont été cédées par la Grande-Bretagne en 1864 et le Dodécanèse par l'Italie en 1947.
Une autre préoccupation des Grecs est l’incorporation de Chypre, cédée par les Ottomans aux Britanniques. À la suite de l'état d'urgence chypriote, l'île a obtenu son indépendance sous le nom de république de Chypre en 1960. L'échec de l'intégration de la Grèce par le coup d'État et l'invasion turque de Chypre en 1974 ont conduit à la formation de Chypre du Nord, en grande partie non reconnue, et ont abouti à la question chypriote actuelle.

### Indonésie

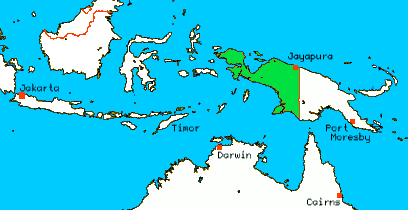
La Nouvelle-Guinée occidentale a été incorporée à l’Indonésie en 1969.

L'Indonésie revendiquait tous les territoires des anciennes Indes orientales néerlandaises et considérait auparavant les projets britanniques de regrouper la Malaisie britannique et la colonie britannique de Bornéo (en) dans une nouvelle fédération indépendante de Malaisie comme une menace pour son objectif de créer un État uni appelé Grande Indonésie. L’opposition indonésienne à la formation de la Fédération malaisienne a conduit à la confrontation entre l’Indonésie et la Malaisie au début des années 1960. L'Indonésie a également occupé le Timor portugais (aujourd'hui Timor oriental) de 1975 à 2002 sur la base de revendications irrédentistes.
L'idée d'unifier les anciennes possessions coloniales britanniques et néerlandaises en Asie du Sud-Est trouve en fait ses racines au début du XXe siècle, lorsque le concept de Grande Malaisie (Melayu Raya) a été inventé en Malaisie britannique, adopté par les étudiants et les diplômés du Sultan Idris Training College for Malay Teachers (en) à la fin des années 1920. Certaines personnalités politiques indonésiennes, dont Mohammed Yamin et Soekarno, ont relancé l'idée dans les années 1950 et ont baptisé le concept d'union politique Grande Indonésie.

### Irak

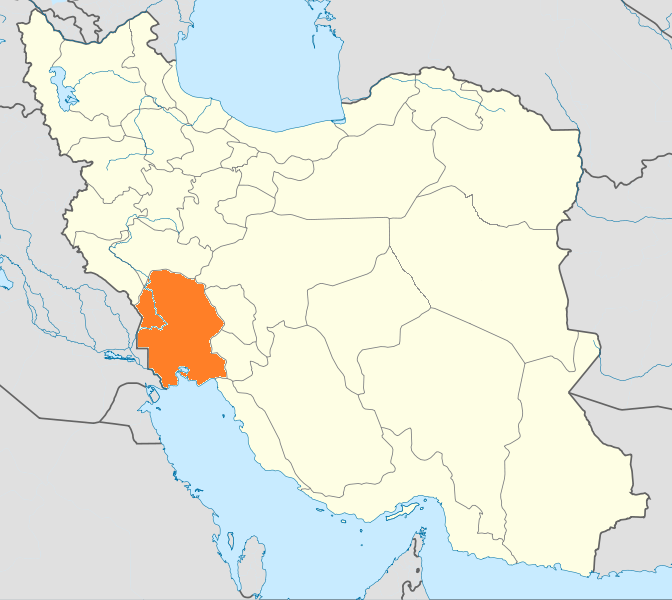
Lors de la guerre Iran-Irak (1980-1988), l'Irak de Saddam Hussein affirme qu'il avait le droit de détenir la souveraineté sur la rive est du fleuve Chatt al-Arab détenue par l'Iran.

Après avoir obtenu son indépendance en 1932, le royaume d'Irak a immédiatement déclaré que le cheikhat du Koweït était de plein droit un territoire irakien, affirmant qu'il faisait partie d'un territoire irakien jusqu'à sa création par les Britanniques.
La république d'Irak d'Abd al-Karim Qasim maintenait une revendication irrédentiste sur le Khouzistan et le Koweït.
Le gouvernement de Saddam Hussein a cherché à annexer plusieurs territoires. Lors de la guerre Iran-Irak, l'Irak baasiste a affirmé avoir le droit de détenir la souveraineté sur la rive gauche du fleuve Chatt al-Arab, détenue par l'Iran. L'Irak avait officiellement accepté un compromis pour maintenir la frontière sur la ligne médiane du fleuve dans l'accord d'Alger de 1975 en échange de la fin du soutien de l'Iran Pahlavi aux rebelles kurdes en Irak. Le renversement de Mohammad Reza Pahlavi et l'arrivée au pouvoir de Ruhollah Khomeini lors de la révolution iranienne de 1979 ont détérioré les relations Iran-Irak et, à la suite d'affrontements ethniques au Khouzistan et d'affrontements frontaliers entre les forces iraniennes et irakiennes, l'Irak a considéré l'accord d'Alger comme nul et l'a abrogé. Quelques jours plus tard, les forces armées irakiennes ont lancé une invasion à grande échelle de l'Iran qui a abouti à la guerre Iran-Irak. En outre, Saddam Hussein a soutenu le mouvement de libération d'Ahwaz (en), basé en Irak, dans son objectif de séparer le territoire revendiqué d'Ahwaz de l'Iran, ce dans la conviction que le mouvement inciterait les Arabes du Khouzistan à soutenir l'invasion irakienne.
Lors de la guerre du Golfe, l'Irak a occupé et annexé le Koweït avant d'être expulsé par une coalition militaire internationale qui soutenait la restauration de la souveraineté du Koweït. Saddam Hussein a justifié l'invasion irakienne du Koweït en 1990 en affirmant que le Koweït avait toujours fait partie intégrante de l'Irak et n'était devenu une nation indépendante qu'en raison de l'ingérence de l'Empire britannique. Après l'annexion du Koweït, les forces irakiennes se sont rassemblées à la frontière avec l'Arabie saoudite, les services de renseignement étrangers soupçonnant Saddam Hussein de préparer une invasion de l'Arabie saoudite pour capturer ou attaquer ses champs pétroliers situés à une très courte distance de la frontière. On soupçonne que Saddam Hussein avait l'intention d'envahir et d'annexer une partie de la province orientale de l'Arabie saoudite, au motif que la région saoudienne d'Al-Hasa faisait partie de la province ottomane de Bassora que les Britanniques avaient aidé l'Arabie saoudite à conquérir en 1913. Le gouvernement saoudien a été alarmé par la mobilisation par l'Irak de dix divisions de l'armée irakienne lourdement armées et bien approvisionnées, et a averti le gouvernement des États-Unis qu'il pensait que l'Irak se préparait à une invasion immédiate de la province orientale de l'Arabie saoudite. Le gouvernement saoudien a déclaré que sans l’aide de forces extérieures, l’Irak pourrait envahir et prendre le contrôle de toute la province orientale en six heures.

### Italie

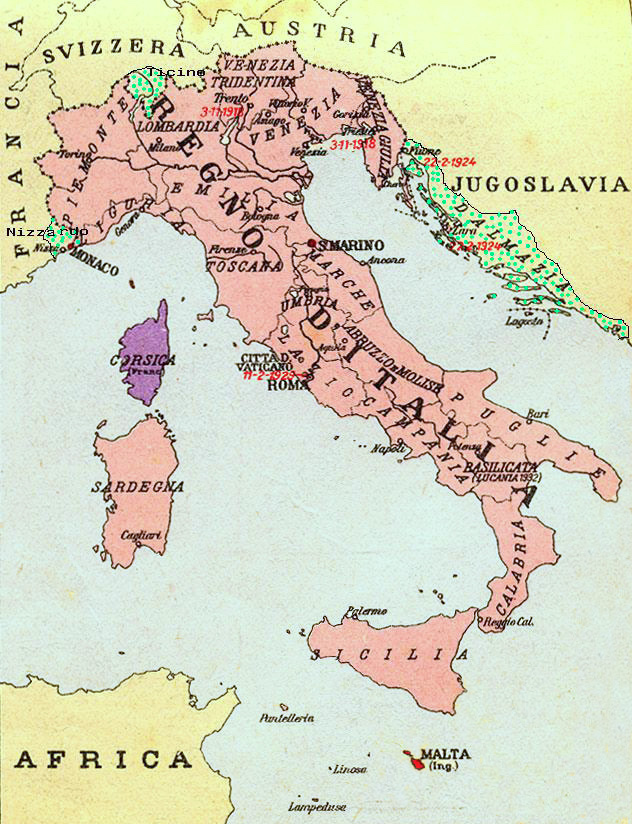
Régions ethniques italiennes revendiquées dans les années 1930 par l'irrédentisme italien :
Vert : Nice, Tessin et Dalmatie
Rouge : Malte
Violet : Corse
La Savoie et Corfou furent revendiquées plus tard.

L'irrédentisme italien était un mouvement politique de la fin du XIXe siècle et du début du XXe siècle visait l'unification des zones géographiques dans lesquelles les peuples autochtones étaient d'origine italienne. Initialement, le mouvement prônait l'annexion à l'Italie de territoires où les Italiens formaient la majorité absolue de la population, mais conservés par l'Empire autrichien après la troisième guerre d'indépendance italienne en 1866.
Même après la prise de Rome (1871), événement final de l'unification de l'Italie, de nombreux italophones ethniques (Italiens du Trentin-Haut-Adige, Italiens de Savoie, Italiens de Corfou, Italiens de Nice, Italiens de Suisse, Italiens de Corse, Italiens de Malte, Italiens d'Istrie et Italiens de Dalmatie) sont restés en dehors des frontières du royaume d'Italie et cette situation a été le terreau de l'irrédentisme italien. Pendant la Première Guerre mondiale, les principales « terres irrédentes » (terre irredente) étaient considérées comme étant les provinces de Trente et de Trieste et, dans un sens étroit, les « irrédentistes » désignaient les patriotes italiens vivant dans ces deux régions.
L'irrédentisme italien n'était pas une organisation formelle mais plutôt un mouvement d'opinion, défendu par plusieurs groupes différents, affirmant que l'Italie devait atteindre ses « frontières naturelles » ou unifier les territoires habités par les Italiens. Des idées nationalistes similaires étaient courantes en Europe à la fin du XIXe siècle. Cette idée d'Italia irrédenta ne doit pas être confondue avec le Risorgimento, les événements historiques qui ont conduit à l'irrédentisme, ni avec le nationalisme ou l'Italie impériale, la philosophie politique qui a poussé l'idée plus loin sous le fascisme.
Le terme a ensuite été élargi pour inclure également les zones multilingues et multiethniques, où les Italiens constituaient une majorité relative ou une minorité substantielle, dans la région du nord de l'Italie englobée par les Alpes, avec une population allemande, italienne, slovène, croate, ladine et istro-roumaine, comme le Tyrol du Sud, l'Istrie, Gorizia et Gradisca et une partie de la Dalmatie. Les revendications furent également étendues à la ville de Fiume, à la Corse, à l'île de Malte, au comté de Nice et à la Suisse italienne,.
Après la fin de la Première Guerre mondiale, le mouvement irrédentiste italien fut hégémonisé, manipulé et déformé par le fascisme, qui en fit un instrument de propagande nationaliste, placé au centre d'une politique, conditionnée par des ambitions impériales tardives, qui prirent la forme d'« italianisations forcées », dans l'aspiration à la naissance d'une Grande Italie et d'un vaste Empire italien. Après la Seconde Guerre mondiale, l'irrédentisme italien disparut avec les fascistes vaincus et la maison de Savoie. Après le traité de Paris (1947) et le traité d'Osimo (1975), toutes les revendications territoriales furent abandonnées par la République italienne (voir Relations extérieures de l'Italie). Le mouvement irrédentiste italien a ainsi disparu de la politique italienne.

### Mexique

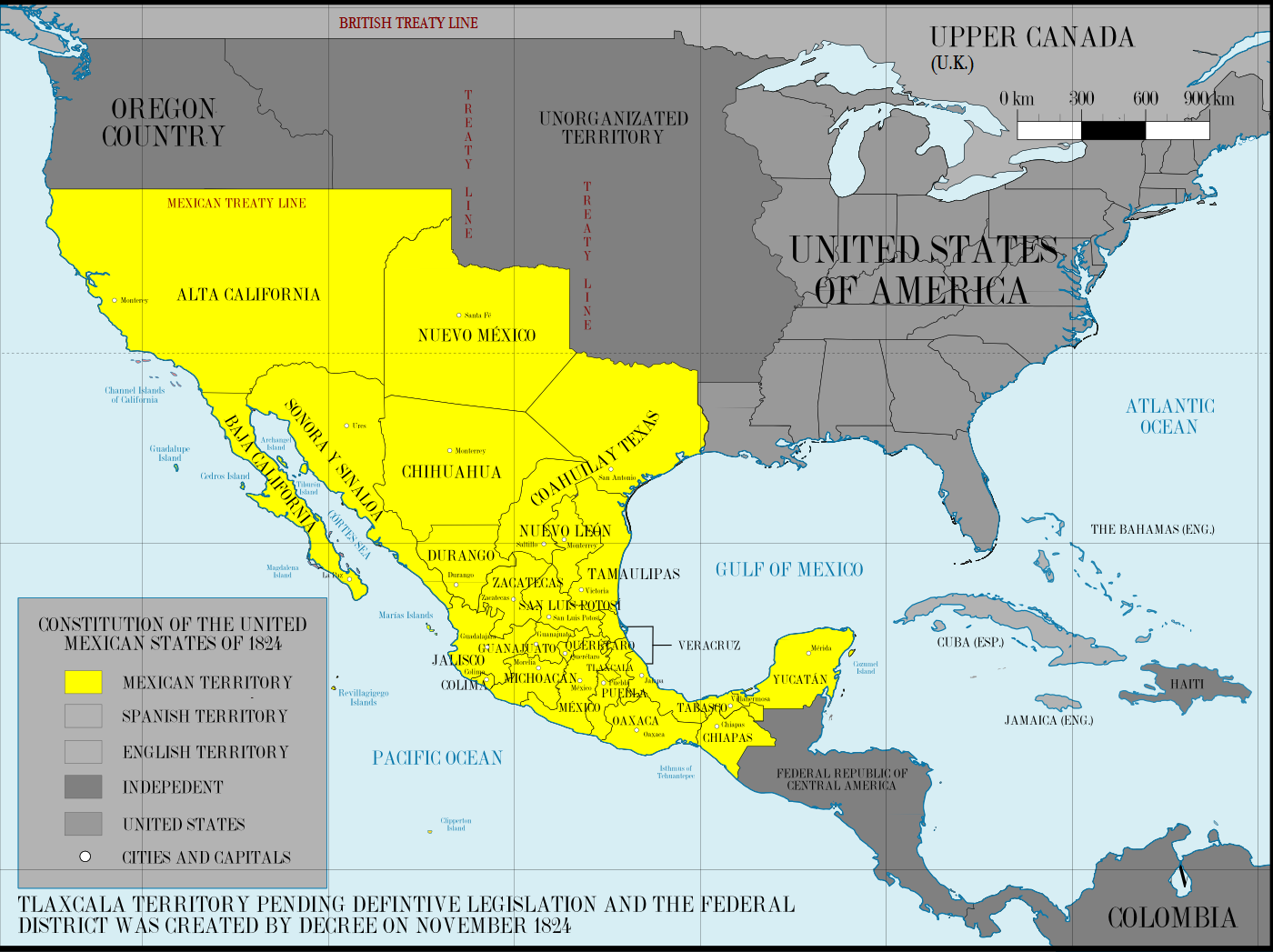
Le Mexique en 1824 avec la frontière avec les États-Unis issue du traité Adams-Onís de 1818 négocié par l'Espagne avec les États-Unis.

Par le traité de Guadalupe Hidalgo (1848) qui a suivi la guerre américano-mexicaine (1845-1848), le Mexique cède aux États-Unis ses revendications sur ce qui constitue aujourd'hui l'ouest et le Sud-Ouest des États-Unis (cf. Cession mexicaine). La guerre des bandits (en) et les soulèvements de Cortina (en) et de Pizaña de 1859 et 1915 furent influencés par des idées irrédentistes et la « proximité de la frontière internationale ». Le soulèvement infructueux de Pizaña « fut la dernière grande manifestation armée de la part des Américains du Texas ». Ce soulèvement de 1915 et le Plan de San Diego (en) qui l’a précédé ont marqué le point culminant des sentiments irrédentistes mexicains,.
Dans les premières années du mouvement chicano (El Movimiento), dans les années 1960 et 1970, certaines figures du mouvement « étaient des nationalistes politiques qui prônaient la sécession du Sud-Ouest de la république anglo-américaine des États-Unis d'Amérique, sinon complètement, du moins localement en ce qui concerne l'autodétermination chicano dans la gouvernance locale, l'éducation et les moyens de production ». Par exemple, dans les années 1970, Reies Tijerina et son groupe La Alianza ont épousé diverses croyances séparatistes, sécessionnistes ou irrédentistes. Le Plan Espiritual de Aztlán, rédigé lors de la première Conférence nationale de la jeunesse chicano en 1969, affirmait également « l'objectif nationaliste chicano fondamental de reconquérir Aztlán » — une référence à un ancien mythe mexicain — comme « la patrie légitime des Chicanos ». Cependant, « la plupart des nationalistes chicanos… n'ont pas exprimé le désir extrême de sécession des États-Unis, et le nationalisme qu'ils ont exprimé pesait plus lourdement sur le plan culturel que sur le plan explicitement politique. » 
Aujourd'hui, il n'y a pratiquement aucun soutien des Américains d'origine mexicaine aux « politiques séparatistes d'autodétermination ». « L'irrédentisme ethnonational des Mexicains dans les territoires conquis par les États-Unis » après la guerre américano-mexicaine « a décliné après l'échec de plusieurs tentatives de révolte à la fin du XIXe siècle, en faveur de luttes internes... pour les droits civiques des immigrants et des races » aux États-Unis. Ni le gouvernement mexicain ni aucun groupe américano-mexicain important « ne formule de revendications irrédentistes à l'égard des États-Unis ». À l'époque moderne, « il n'y a eu aucune preuve de sentiments irrédentistes parmi les Américains d'origine mexicaine, même dans des territoires autrefois mexicains comme la Californie du Sud, ... ni de déloyauté envers les États-Unis, ni d'intérêt actif pour la politique du Mexique ».

### Norvège

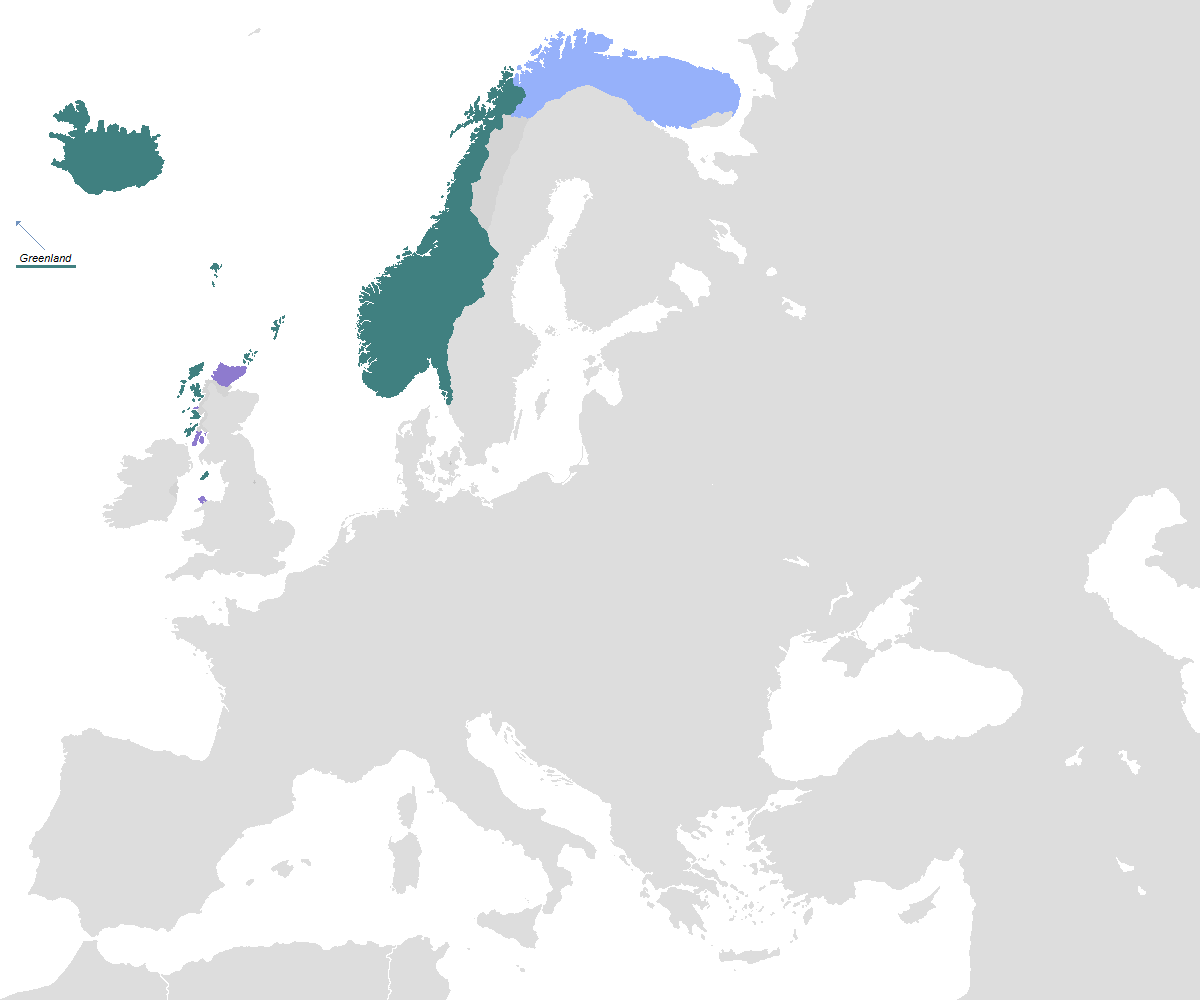
Le royaume de Norvège dans sa plus grande extension.

Le royaume de Norvège a connu plusieurs conflits territoriaux tout au long de son histoire, principalement concernant les îles et les frontières maritimes de l'océan Arctique. L'ancien royaume de Norvège, qui représentait les territoires norvégiens à leur étendue maximale, comprenait l'Islande, les zones colonisables du Groenland, les îles Féroé et les îles du Nord et les Hébrides (aujourd'hui une partie de l'Écosse). Sous souveraineté danoise depuis que ces derniers ont atteint une position hégémonique dans l'union de Kalmar, les territoires étaient considérés comme des colonies norvégiennes. Lorsque, par le traité de Kiel en 1814, les territoires de la Norvège furent transférés du Danemark à la Suède, les territoires de l'Islande, du Groenland et des îles Féroé furent conservés par le Danemark.
En 1919, le ministre des Affaires étrangères de Norvège, Nils Claus Ihlen, déclara que les Norvégiens ne s'opposeraient pas à une revendication du Danemark sur l'ensemble de l'île du Groenland, qui à l'époque était principalement occupée par des colonies danoises, avec quelques colonies norvégiennes dans la partie orientale de l'île. Cependant, la Norvège se rétracte et déclare plus tard que certaines parties de l'est du Groenland devraient lui appartenir. Le différend entre les deux pays ne fut réglé qu'en 1933, par la Cour permanente de justice internationale. La cour conclut que le Danemark avait la souveraineté sur toute l'île du Groenland, mettant fin au contrôle norvégien sur la Terre d'Érik le Rouge.

### Pologne

Carte de la Grande Pologne telle que prônée par les nationalistes polonais.

Les Kresy (« les confins ») sont les terres orientales qui appartenaient autrefois à la Pologne et qui abritaient une population polonaise importante. En 1921, pendant la guerre polono-soviétique, les troupes polonaises traversèrent la ligne Curzon qui avait été déclarée comme frontière orientale de la Pologne par une commission internationale, et lors de l'offensive de Kiev (1920), elles conquirent des territoires, aujourd'hui situés à l'intérieur des frontières de l'Ukraine et de la Biélorussie, qui avaient été pris à la Pologne lors des partages de la Pologne, et saisirent également 7 % du territoire de la Lituanie. Les nouveaux territoires polonais à l'est de la ligne Curzon ont été repris par l'Union soviétique en 1939 en vertu du pacte Molotov-Ribbentrop après l'invasion soviéto-allemande de la Pologne ; ilscomprennent des villes importantes, comme Lviv (Lwów) (aujourd'hui l'Ukraine), Vilnius (Wilno) (aujourd'hui la capitale de la Lituanie) et Hrodna (Grodno) (Biélorussie), qui avaient toutes une population majoritairement polonaise. Même si Kresy ne sont plus des territoires polonais, la région est toujours habitée par une importante minorité polonaise, et la mémoire des Kresy polonais est toujours cultivée. L'attachement au « mythe des Kresy », la vision de la région comme une terre paisible, idyllique et rurale, a été critiqué dans le discours polonais.
En janvier, février et mars 2012, le Centre polonais de recherche sur l'opinion publique (en) a mené une enquête auprès des Polonais sur leurs liens avec les Confins (Kresy). Il s'est avéré que près de 15 % de la population polonaise (4,3 à 4,6 millions de personnes) ont déclaré être nés dans les Kresy ou avoir un parent ou un grand-parent originaire de cette région. De nombreux trésors de la culture polonaise subsistent et de nombreuses organisations œuvrant pour les Kresy existent encore. On y trouve des clubs sportifs polonais (Pogoń Lwów et anciennement FK Polonia Vilnius (en)), des journaux polonais (Gazeta Lwowska (en), Kurier Wileński (en)), des stations de radio (à Lviv et Vilnius), de nombreux théâtres, écoles, chorales et ensembles folkloriques. Les Polonais vivant dans les Kresy bénéficient de l'aide de la Fundacja „Pomoc Polakom na Wschodzie” im. Jana Olszewskiego (pl) (Fondation d'aide aux Polonais de l'Est), une organisation financée par le gouvernement polonais, ainsi que d'autres organisations, comme l'Association d'aide aux Polonais des Kresy de l'Est (voir aussi Karta Polaka). Des fonds sont fréquemment collectés pour aider les Polonais vivant dans les Kresy. Plusieurs événements annuels sont organisés, comme la distribution d'un colis de Noël pour un vétéran polonais des Kresy ou encore l'« Été avec la Pologne », organisé par l'association « Communauté polonaise (pl) », au cours duquel les enfants polonais des Kresy sont invités à visiter la Pologne. Des manuels et des films en polonais, ainsi que des médicaments et des vêtements, sont collectés et envoyés dans les Kresy. Les livres sont généralement envoyés aux écoles polonaises qui y existent. Par exemple, en décembre 2010, l'université de Wrocław a organisé un événement intitulé « Devenez un Père Noël polonais et offrez un livre à un enfant polonais des Kresy ». Les églises et les cimetières polonais (comme le cimetière des défenseurs de Lviv) sont rénovés grâce à l'argent polonais.

### Portugal
Le Portugal ne reconnaît pas la souveraineté espagnole sur le territoire d'Olivença, qui a été pris par l'Espagne pendant les guerres napoléoniennes. Par la suite, un traité fut signé, dans lequel l'Espagne acceptait de restituer le territoire occupé, mais ne le fit finalement jamais. Certains irrédentistes portugaisrevendiquent également la Galice.

### Suède
Les îles Åland ont été contestées, car elles abritent une population majoritairement suédophone.

### Thaïlande

L'irrédentisme thaïlandais dans les années 1940.

La Thaïlande s'est alliée aux puissances de l'Axe dans les années 1940 pour tenter de « reconquérir l'ensemble de ses anciennes terres ». Cette alliance s'inscrivait dans le cadre du mouvement panthaï. La carte montre l'occupation et l'annexion du territoire cambodgien (Nakhon Champassak, Phibunsongkhram et Phra Tabong), du territoire Shan (Saharat Thai Doem), du territoire laotien (Lan Chang) et du territoire malais (Si Rat Malai).

### Turquie

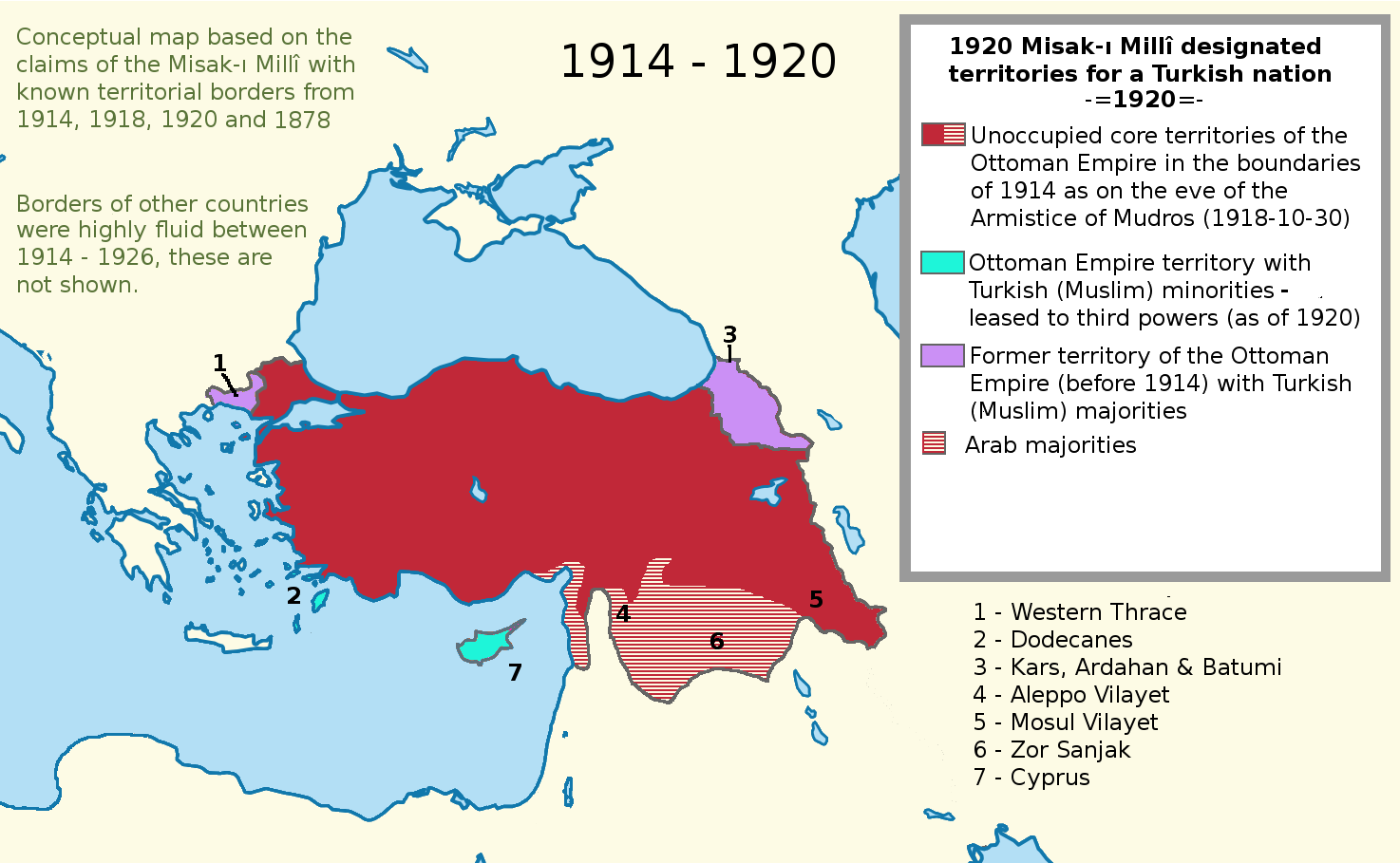
Les frontières de la Turquie selon le Pacte national. Certains nationalistes turcs les revendiquent encore comme frontières légitimes de la Turquie.

Le Misak-ı Millî (en) est un ensemble des six décisions importantes prises par la dernière législature du Parlement ottoman, qui s'est réuni le 28 janvier 1920 et a publié ses décisions le 12 février 1920. Ces décisions inquiétèrent les puissances alliées occupantes, ce qui entraîna l'occupation de jure de Constantinople par les troupes britanniques, françaises et italiennes le 16 mars 1920 et l'établissement d'un nouveau parlement nationaliste turc, la Grande Assemblée nationale, à Ankara. Les décisions prises par ce parlement ont servi de base aux revendications de la nouvelle république de Turquie dans le traité de Lausanne.

### Yougoslavie
L'irrédentisme yougoslave prônait la fusion des territoires peuplés de Slaves du Sud au sein de la Yougoslavie avec plusieurs territoires adjacents, dont la Bulgarie, la Thrace occidentale et la Macédoine grecque. Le gouvernement du royaume de Yougoslavie a recherché une union avec la Bulgarie ou son incorporation à la Yougoslavie. Après 1945, la république fédérative socialiste de Yougoslavie sous Josip Broz Tito cherche à créer une Yougoslavie intégrale qui incorporerait à l'intérieur de ses frontières : la Macédoine grecque et la Thrace, l'Albanie, la Bulgarie, des portions ou la totalité de la Carinthie autrichienne, et pendant un temps toute la région italienne de Frioul-Vénétie Julienne.

## Conflits frontaliers liés à des revendications irrédentistes

### Afghanistan
La frontière afghane avec le Pakistan, connue sous le nom de ligne Durand, a été convenue entre l'Afghanistan et l'Inde britannique en 1893. Les tribus pachtounes habitant les zones frontalières étaient divisées entre ce qui est devenu deux nations ; l'Afghanistan n'a jamais accepté la frontière, toujours poreuse, et des affrontements ont éclaté dans les années 1950 et 1960 entre l'Afghanistan et le Pakistan à son sujet. Tous les gouvernements afghans du siècle dernier ont déclaré, avec une intensité variable, un objectif à long terme de réunification de toutes les zones dominées par les Pachtounes sous le régime afghan,. Aucun autre pays au monde n’accepte la revendication unilatérale de l’Afghanistan selon laquelle la ligne Durand serait litigieuse. Les revendications afghanes sur le territoire pakistanais ont eu un impact négatif sur les relations entre l’Afghanistan et le Pakistan.

### Corée

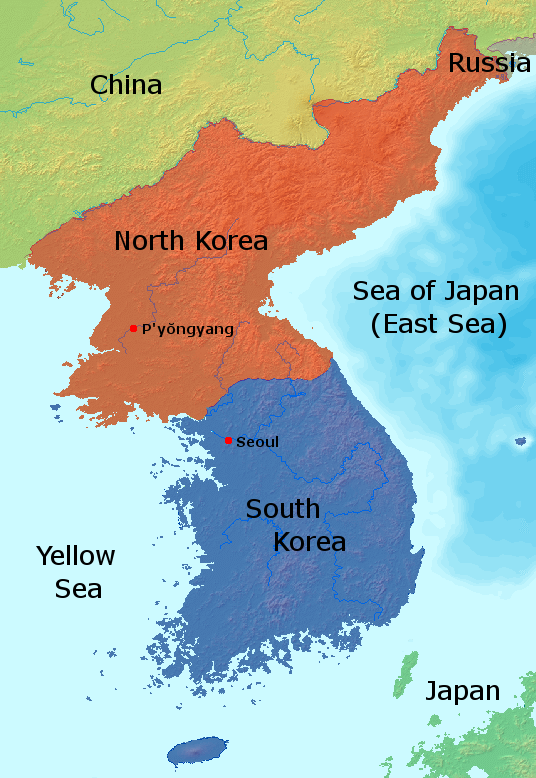
Carte de la péninsule coréenne.

Depuis leur fondation, les deux États coréens se disputent leur légitimité. La Constitution de la Corée du Nord souligne l'importance de la réunification, mais, bien qu'elle ne contienne aucune disposition formelle similaire pour l'administration du Sud, elle revendique effectivement son territoire car elle ne reconnaît pas diplomatiquement la république de Corée, la considérant comme une « entité occupant le territoire coréen ».
La constitution de la Corée du Sud revendique également la juridiction sur l’ensemble de la péninsule coréenne. Elle ne reconnaît la division de la Corée qu’indirectement en exigeant du président qu’il œuvre à la réunification. Le Comité pour les cinq provinces coréennes du nord, créé en 1949, est l'autorité sud-coréenne chargée de l'administration du territoire coréen au nord de la Ligne de Démarcation militaire (c'est-à-dire la Corée du Nord), et se compose des gouverneurs des cinq provinces, qui sont nommés par le président. Cependant, cet organisme est purement symbolique et sa tâche principale est de gérer les Transfuges nord-coréens ; si la réunification devait avoir lieu, le comité serait dissous et de nouveaux administrateurs seraient nommés par le ministère de l'Unification.

### Estonie

Carte des Changements territoriaux dans les États baltes au cours du XXe siècle.

Après la guerre d'indépendance estonienne, la république d'Estonie et la Russie soviétique ont signé le traité de Tartu, donnant à l'Estonie la propriété des villes de Jaanilinn (aujourd'hui Ivangorod) et de Petseri (aujourd'hui Petchory). Cependant, en 1945, l'Estonie était occupée par l'Union soviétique, ces régions furent cédées à la république socialiste fédérative soviétique de Russie.
Lorsque l'Estonie retrouve son indépendance, en 1991, des négociations ont lieu avec la Russie au sujet de ces territoires perdus. Les Estoniens font valoir que ces territoires devaient être restitués à l'Estonie, conformément au traité de Tartu, qui constituait les frontières de l'Estonie indépendante avant l'occupation soviétique. Cependant, les Russes refusent de restituer ces territoires, ce qui conduit à un conflit territorial. En mai 2005, les deux pays signent un traité frontalier dans lequel l'Estonie acceptait de concéder ces territoires à la Russie ; l'Estonie ratifie le traité, mais mentionne également le traité de Tartu, ce qui amène la Russie à retirer sa signature, le considérant comme une revendication territoriale estonienne. Les négociations se sont poursuivies en 2013, et un accord a finalement été signé le 18 février 2014. Cependant, il n’a pas encore été ratifié par les deux parties, ce qui entraîne des tensions politiques persistantes,,,.
Cependant, il existe en Estonie une forte volonté de reconquérir ces territoires. Le Parti populaire conservateur d'Estonie a débattu du fait que le traité de Tartu devait être inclus dans le traité frontalier avec la Russie, attendu qu'il s'agissait du traité établissant légalement l'indépendance de l'Estonie dans ses frontières, et qu'il n'y avait aucune raison politique, économique ou autre pour que l'Estonie ratifie le traité en renonçant à ses revendications sur ces territoires. Ces territoires sont également revendiqués pour éviter d'accepter l'annexion soviétique de l'Estonie comme légitime.

## Sources
- John V. A. Fine, When Ethnicity Did Not Matter in the Balkans: A Study of Identity in Pre-Nationalist Croatia, Dalmatia, and Slavonia in the Medieval and Early-Modern Periods, University of Michigan Press, 2010 (ISBN 978-0-472-02560-2, lire en ligne)
- Balázs Trencsényi et Márton Zászkaliczky, Whose Love of Which Country?: Composite States, National Histories and Patriotic Discourses in Early Modern East Central Europe, BRILL, 2010 (ISBN 978-90-04-18262-2, lire en ligne)